# 鉄道車両の座席
鉄道車両の座席（てつどうしゃりょうのざせき）では、鉄道車両のうち客車に備え付けられている椅子（座席）の形態や構造などを解説する。特記なき限り、日本の鉄道についての記述である。
本項では、座席の間が開放されている車両を扱う。数席ずつが個室や壁で区切られた車両は「コンパートメント席」を、ベッドを備えた車両は「寝台車 (鉄道)」を参照。

## 車両と座席

### 座面
座面の高さと幅は、乗客の体格や快適性と車両の収容力のバランスで決定される。快適性を重視して座面を下げて奥行きを大きくすると、足を投げ出すような形になるため乗客一人当たりの占有スペースは大きくなる。また、収容力を重視して座面を上げて奥行きを小さくすると、直立した姿勢に近くなり、乗客一人当たりの占有スペースは小さくなる。
乗客が着座する座面と、背中を押し付ける背もたれに使われている素材としては、木や繊維強化プラスチック（FRP）、金属などがあり、表面にはモケットという布や皮革、ビニールレザーなどが張られている。

### 座席の支持構造

#### 固定式座席の場合
固定式座席は、車両の床に枠を設置して蹴込板で囲い（暖房用ヒーター等は内部に収容）、その枠の上に座席を組み付ける。固定式座席は回転式の座席に比べて、保守の手間や終着駅での座席の方向転換の手間が省ける利点がある。
欧米など日本以外では座席は固定式のものが多く、座席を回転できない車両が多い。進行方向に応じた座席の転換はできず、集団見合式（車両前部の座席と車両後部の座席を向かい合わせにしている固定式）と集団離反式（車両前部の座席と車両後部の座席を反対向きにしている方式）がある。ヨーロッパでは固定式2人掛けクロスシートも多く採用されているが、日本では座席が前方を向いていないことに乗客の抵抗があるとされ、ほとんど採用されていない。

#### 回転式座席の場合
回転式クロスシートの場合、車両の床に台座を設置し（暖房用ヒーター等は台座内部に収容）、その上に回転軸やフレームを取り付けて座席を組み付ける。

#### 片持式座席

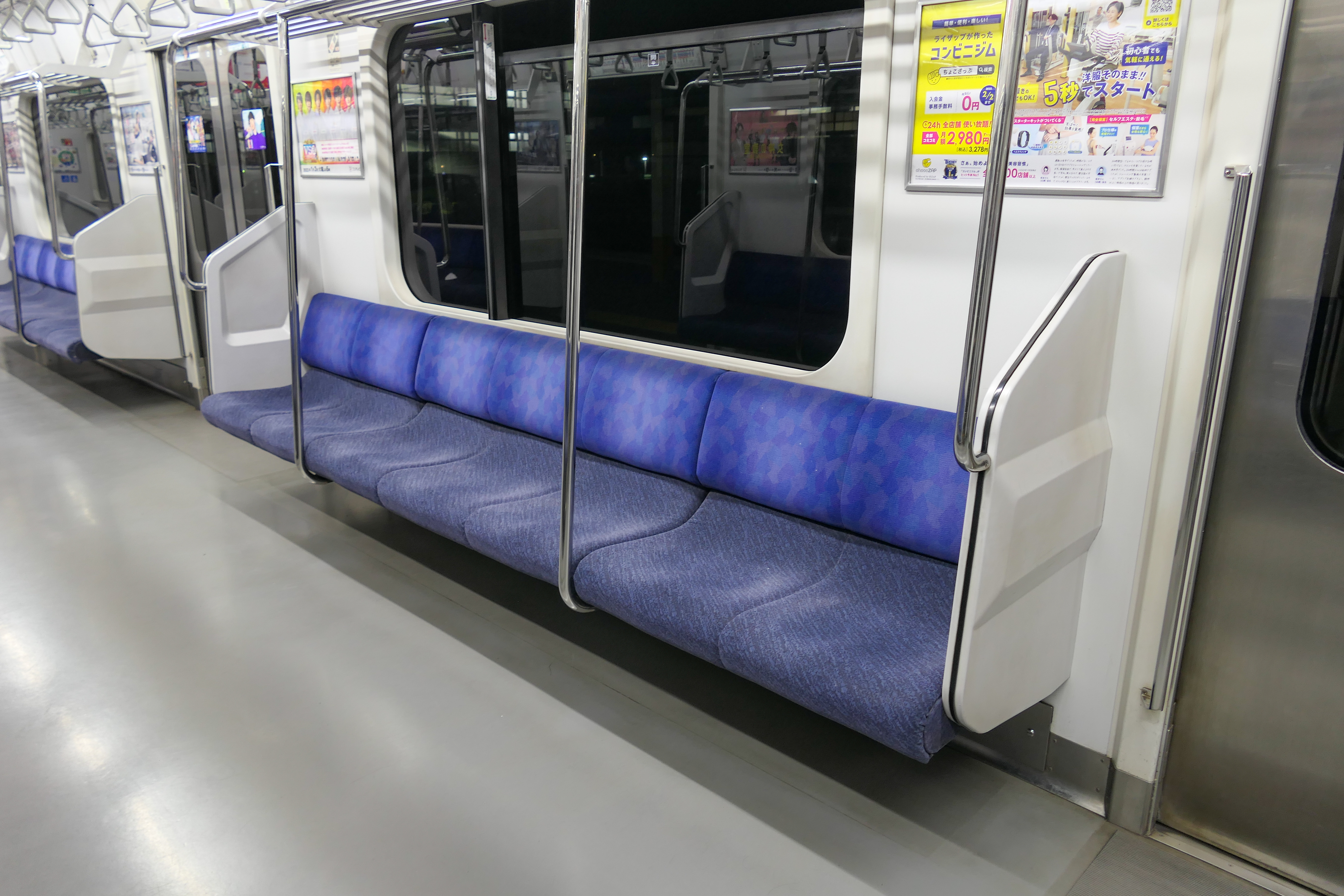
片持ち式座席の例（JR東日本209系電車）

台座や蹴込板を設置する座席の支持構造では床上が複雑になり、清掃が難しくなる欠点がある。そこで床にはこれらの支持物を設置せず、壁面から座席を支持する片持式座席（かたもちしきざせき）またはカンチレバーシートが採用されるようになった。
東日本旅客鉄道（JR東日本）が1991年（平成3年）より運行開始した「成田エクスプレス」に使用される253系の普通車において、椅子の下も荷物置き場とするためにこの構造が採用されたのが最初である。その後、通勤型車両においても209系のロングシートに採用され、その後、全国の事業者に採用されるようになった。

#### （縦座席）

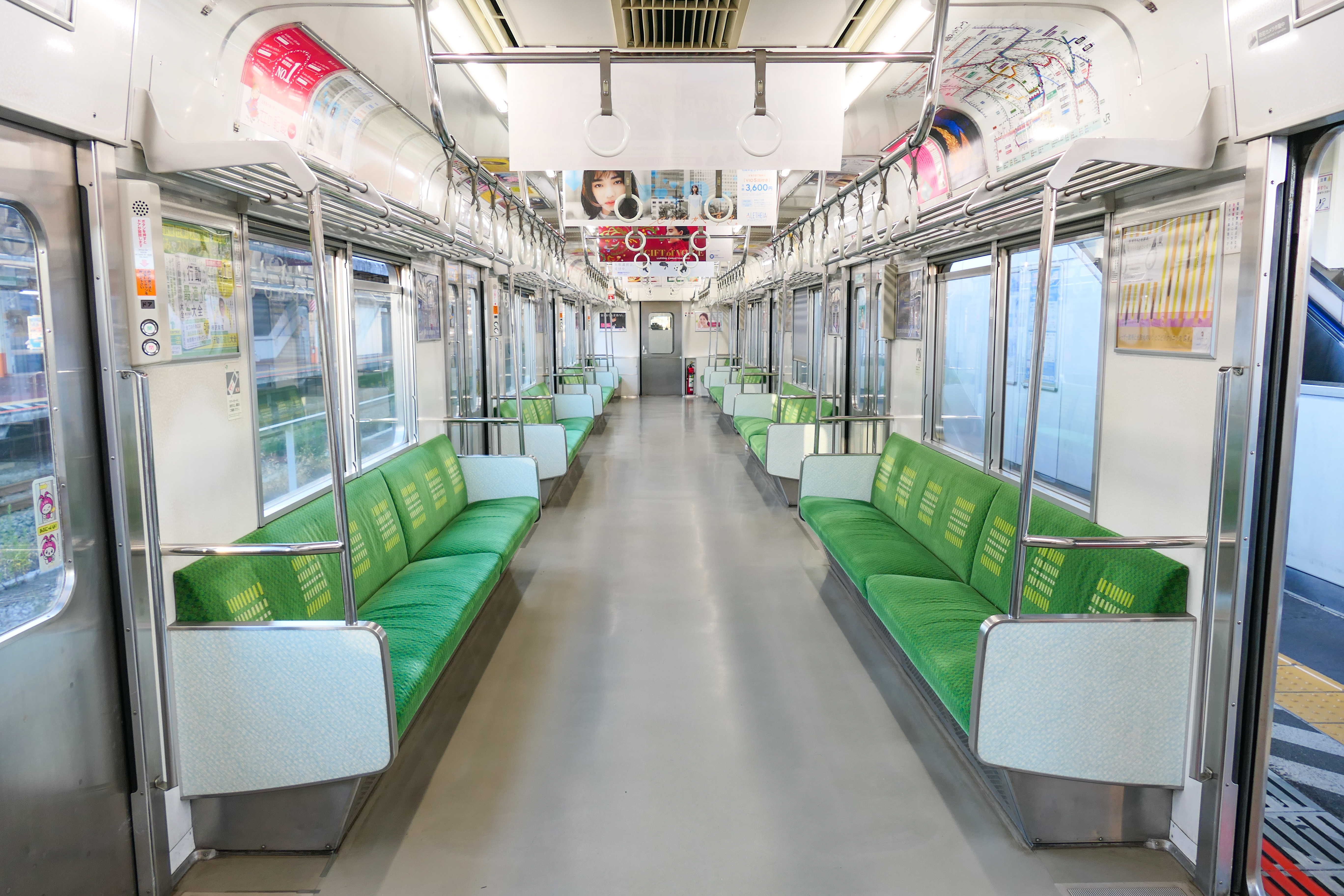
ロングシート（JR東日本205系500番台）

### 座席の配置

#### ロングシート（縦座席）
ロングシートは車両側壁に沿って座席を設置する形式である。座席スペースを最低限に抑えて立席スペースを広くすることができ、乗客の乗降を円滑にできる。

#### クロスシート（横座席）
クロスシートは横向きの座席の形式で、固定式クロスシート、回転式クロスシート、転換式クロスシートなどに分類される。固定式クロスシートにはボックスシートと同一方向での固定方式がある。
- 固定式クロスシート：方向転換しない原始的なクロスシート。固定式クロスシート全般の利点は、方向転換機構がない分構造が簡便で、軽量化・省コスト化と剛性確保を両立しやすく、座席構造部の軋み音がしにくいことが挙げられる。
- 回転式クロスシート：座面が回転することができるクロスシート[2]。
- 転換式クロスシート：背ズリ部の前後移動で方向転換を行うクロスシート[7]
- 簡易お座敷：上記ボックス（クロスシート）の座面に畳を敷いてお座敷列車風にしたもの。

クロスシート車では座席間隔と窓の配置等が設計上不可分の関係にある。日本国外の高速鉄道では窓と座席の配置が必ずしも合っていない場合がある。クロスシート車では、座席の回転、壁からのテーブルの張り出し等を考慮に入れた設計が必要となる。
観光客の多い路線ではロングシートよりもクロスシートのほうが好まれるため、観光輸送と通勤・通学輸送の両立が課題となる。

### 座席の付帯設備
- 肘掛け
- 灰皿：禁煙化の流れにより灰皿は設置されなくなっている[10]。回転式クロスシートでは肘掛けの内部、それ以外では壁面に設置して共有する方式が多かった[10]。
- テーブル：ロングシートではテーブルは設置しない[10]。固定式クロスシートや転換式クロスシートでは壁面に固定式テーブルが設置される[10]。回転式クロスシートでは肘掛けの内部、前の座席の背面、側壁（折り畳み式）のいずれかに設置されるが、背面テーブルが主流となっている[10]。
- 網袋：回転式クロスシートにみられる網状（またはバンド状）の付帯設備で、ここにパンフレットなどを収容する[11]。
- カップホルダー：回転式クロスシートなどにはカップホルダーを設置した設計もみられる[12]。
- 栓抜き：瓶入りのビールや清涼飲料水の王冠を引っ掛けて開栓する装置。1950年代から1960年代頃までの長距離用車両に設置されていたが現在はほぼ消滅している。
- AV機器
- パソコン・携帯電話充電用コンセント

### 優先席
婦人・子供専用車（昨今の女性専用車設定は新設ではなく復活したもの）廃止以降、1973年（昭和48年）の中央線快速を皮切りに「シルバーシート」が設けられた。しかし、バリアフリーを目指す社会の要請に合わせて「優先席」の呼び名に変更し、高齢者だけでなく傷病人・妊婦など立つことが辛い人に優先的に着席してもらうよう改められた。
2000年（平成12年）頃から携帯電話による医療機器への悪影響を防ぐため、優先席付近では携帯電話の電源を切るよう呼びかけがされるようになり、2005年（平成17年）頃からは該当箇所のつり革の色で区別を図るなどの方策をとっていた。その後携帯電話の技術進歩で医療機器への影響が少なくなったこともあり、2014年（平成26年）7月より、近畿地方の鉄道事業者では携帯電話の電源を切るマナーを「混雑時のみ」と変更した。首都圏・信越地方では2015年10月から、中京圏・九州では2015年12月から、それ以外の地区でも2016年（平成28年）3月までに変更となった事業者がある。

## 日本の鉄道車両

### ロングシートの採用例
混雑の激しい路線では着席よりも収容力や乗降のしやすさを優先しロングシートを採用することがほとんどであり、日本国有鉄道（国鉄）・私鉄・JRの通勤型電車や近郊型・一般型車両に採用されている。クロスシート車から改造（格下げ車両）、あるいは増備途中からロングシートに切り替えた車両も多い（名鉄6000系電車、JR九州817系電車、JR東海キハ25形気動車など）。また、静岡地区の東海道線の大多数の普通列車のように、乗車時間が比較的短いことからあえてロングシート車を投入している例もある。
一方、車窓が見づらく、窓框高さとの関係から背もたれを低くせざるを得ず、傾斜も付けにくい（ごく一部の車両を除く）など構造上長時間乗車に向かないことから、閑散時や中〜長距離の乗車（都市間連絡や観光目的での利用など）ではあまり好ましい評価を受けない。1990年代以降では、四国旅客鉄道（JR四国）のように「鉄道のライバルは鉄道以外にも自家用車やバスなどにある」との輸送モード間競争の観点から、オールロングシート車の新造を止めた事業者もある。
2000年代後半以降は快適性の向上を図るため、背もたれを高くしたハイバック形やヘッドレストを持つロングシート車も登場しており、後述するデュアルシート車や京阪8000系電車（リニューアル車の車端部）、東急2020系電車等に採用例がある。
先に示したとおり、座席前のスペースを広く取れることから、車両の幅が狭かった時代は一等車や二等車といった特別車両に採用されていた。日本でも大正時代中期までの官設鉄道や鉄道省では、貫通・非貫通式のいずれでも優等車はほとんど長手式であり、車体幅の広がった昭和時代以降にシートピッチの広いボックスシートや転換クロスシートに移行したが、展望車などは1930年代末期のスイテ37049（後のスイテ49）やスイテ37050形（後のスイテ37形）などの時点でも長手方向に向けてソファーを置いたものになっていた。少数ながらソファータイプのロングシートを採用したサロン調の特別車両が見られる（「おいこっと」など）。しかしながら、そのような車両は大変コストがかかるため、比較的少ないスペースでプライベートな空間を提供できること、窓の大きさを犠牲にすることなく背ずりの高さを上げられることなどから、特別料金を必要とする座席にはクロスシートを採用する例が大勢を占め、ロングシートは通勤・近郊形車両に使われている例がほとんどである。なお、通路部分に大きいテーブルを設置して、イベント車に使用することもある。こちらはさほどコストはかからないため、ローカル線や路面電車の車両でもロングシート車をイベント対応車として設定しているケースも見られる。
特殊な配置では、JR東日本キハ100系・キハ110系気動車の一部や、伊豆急行2100系電車、叡山電鉄900系電車「きらら」のように、観光客が車窓風景を楽しめるように中央部から窓を向いたロングシートが設置されたものがある。このタイプは乗客の出入りの関係から1 - 2人が着席できるものが多く、また観光目的であることからロマンスシートに準じた背もたれの高いものが用いられることが多い。近年では南海電気鉄道高野線「天空」や九州旅客鉄道（JR九州）の観光特急「指宿のたまて箱」のように、このタイプのロングシートに限って有料座席（指定席）として発売されることがある。なおこれらの座席について「天空」は「ワンビュー座席」、「指宿のたまて箱」は「ソファーシート」と呼ばれており、公式にはロングシートと呼ばれない。

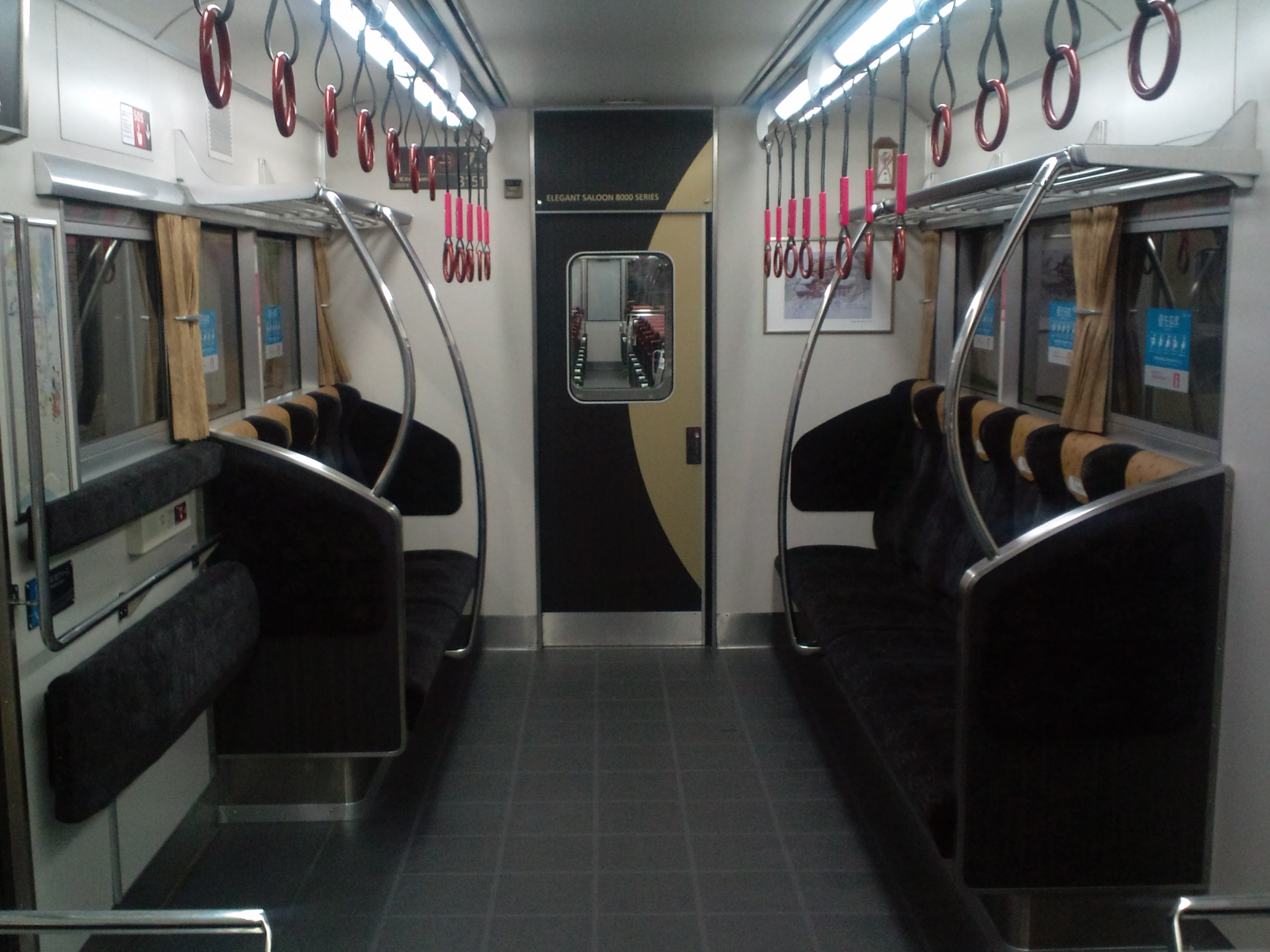
京阪8000系電車リニューアル車の車端部ロングシート（優先席）の様子
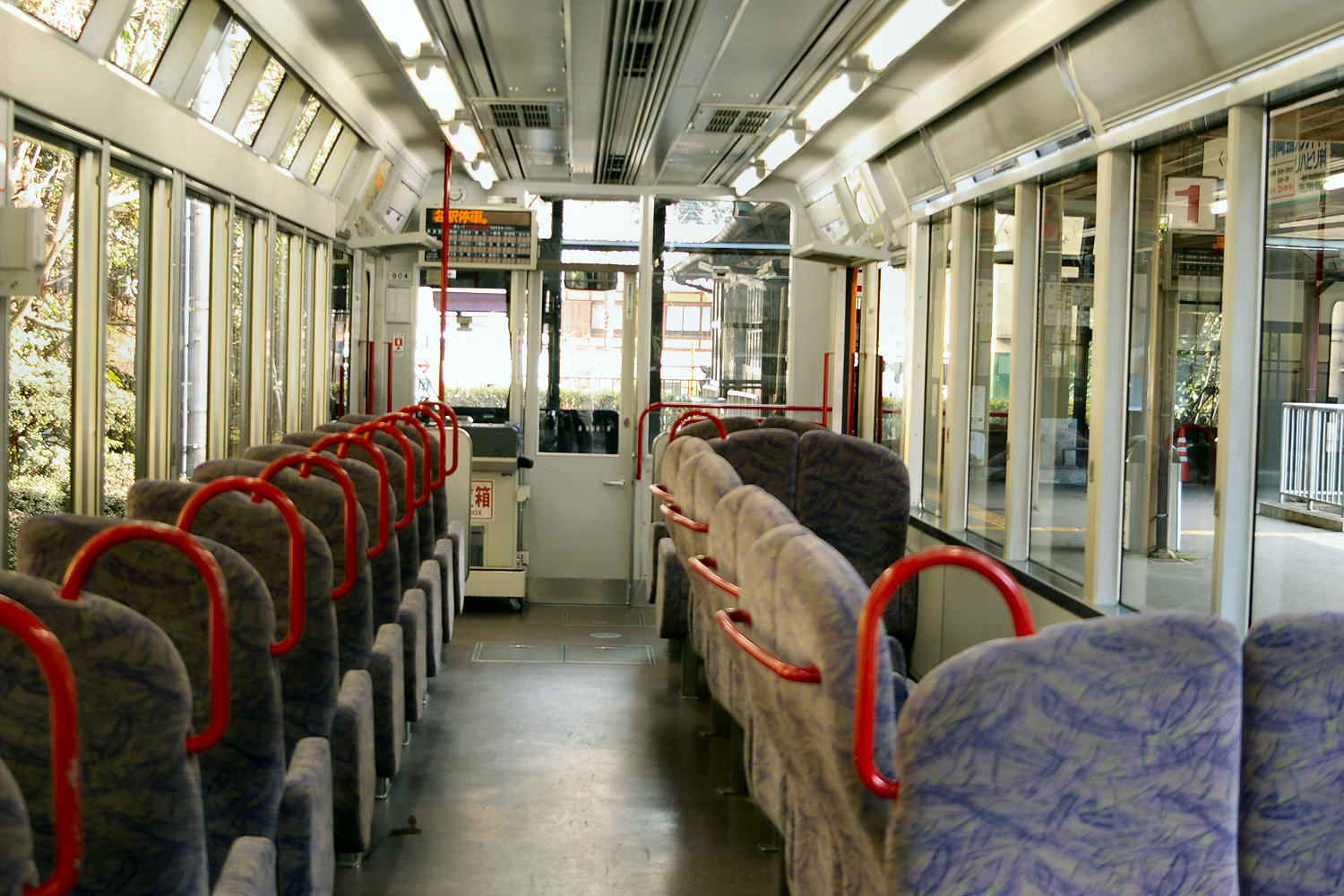
叡山電鉄900系電車「きらら」の車内（登場時）。一部が窓側を向いたロングシートを採用している。
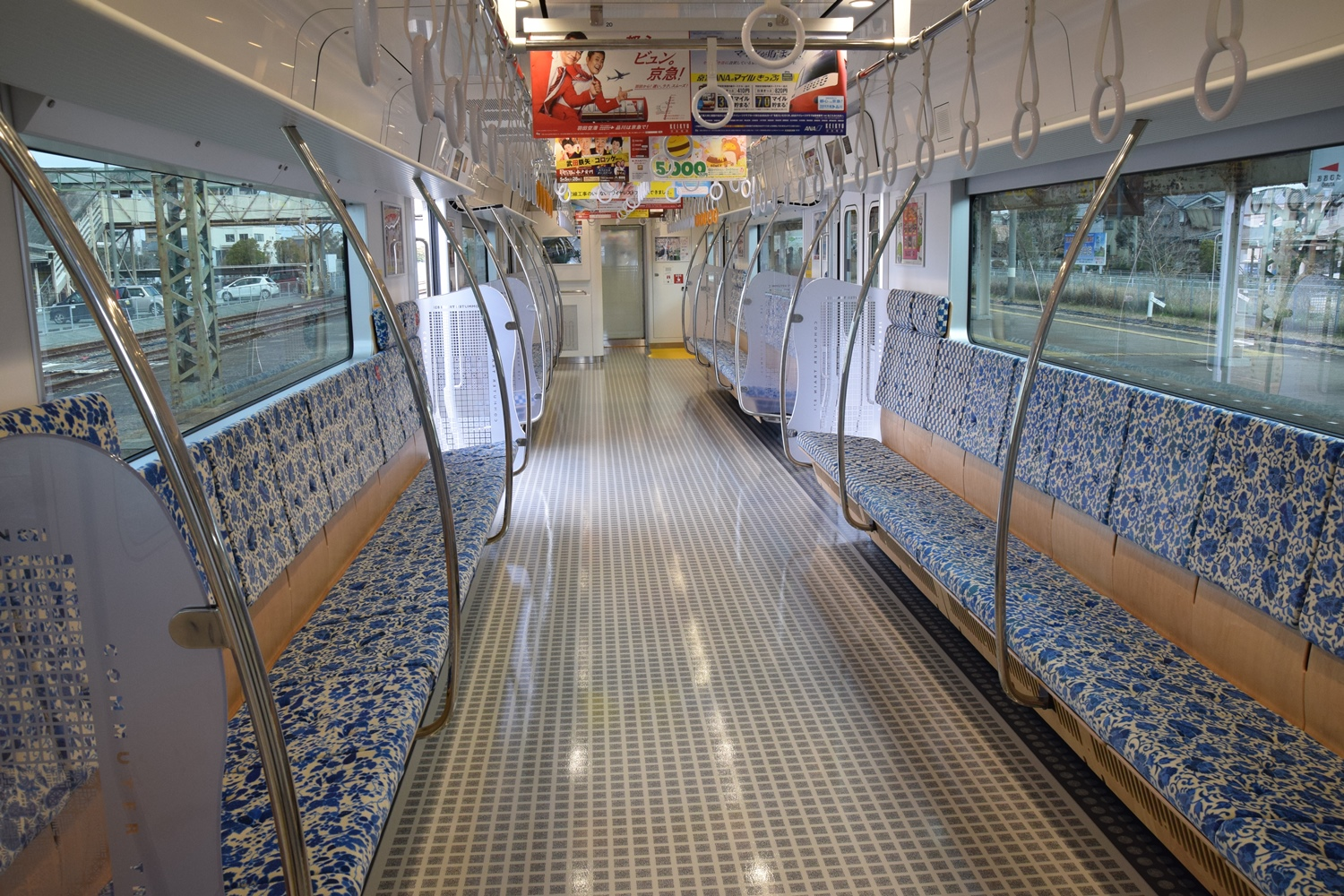
JR九州821系電車の車内。通常のロングシートはハイバックで、車端部はヘッドレストの付いた仕様となっている。

#### 椅子の形態
ロングシートを含む客車の座席では、幅2人分を1人で使う乗客もいる。こうした迷惑行為の防止など快適性向上、鉄道事故時の被害軽減を狙った座席が導入されている。
色分け
座席表皮の色の一部分を変えて、心理的な誘導効果を狙っている。始まりは国鉄201系電車（登場時）の、7人掛けの中央1人分のモケット色を他とは変える方式である。その後、2人掛けと4人掛けの座面で生地の色を変えた座席が千葉ニュータウン鉄道9000形では導入された。このほか乗客1人ずつの着席位置を示す模様を織り込んだ生地が大阪市高速電気軌道（Osaka Metro）20系などで見られる。
シート分割
それまでロングシートは長手方向に一体もしくは二分割（4人掛け × 2や、4人掛け + 3人掛けなど）であることが一般的だった。これをさらに小さく分割し、座席定員の明確化を図っている。北総鉄道7000形では2人分ずつに区切っている。JR九州が発足後に新規開発したロングシート車（815系、303系、サハ813形500番台など）には1人分ずつ座布団が独立したロングシートを採用している。

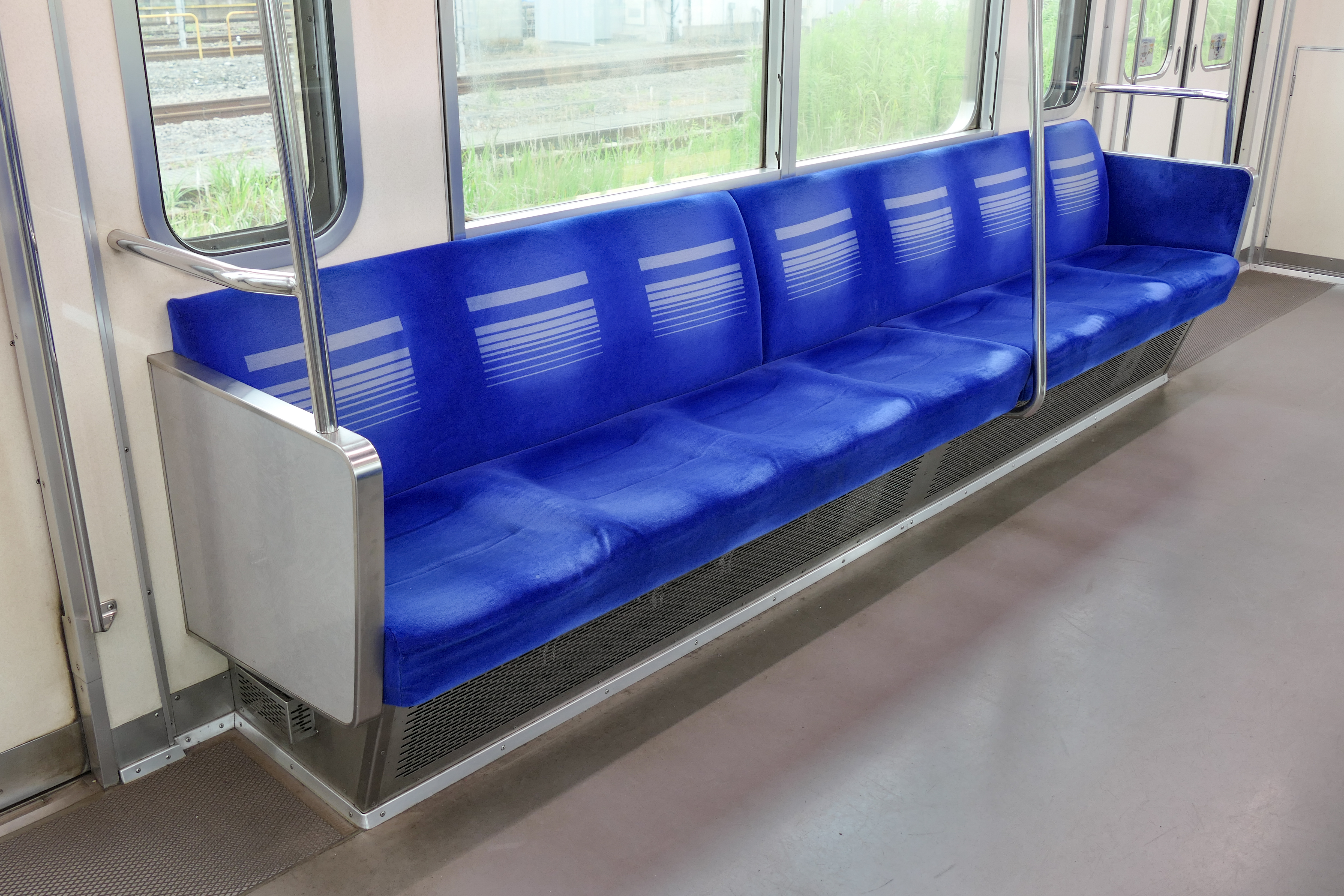
区分柄の入った座席（西武6000系電車）
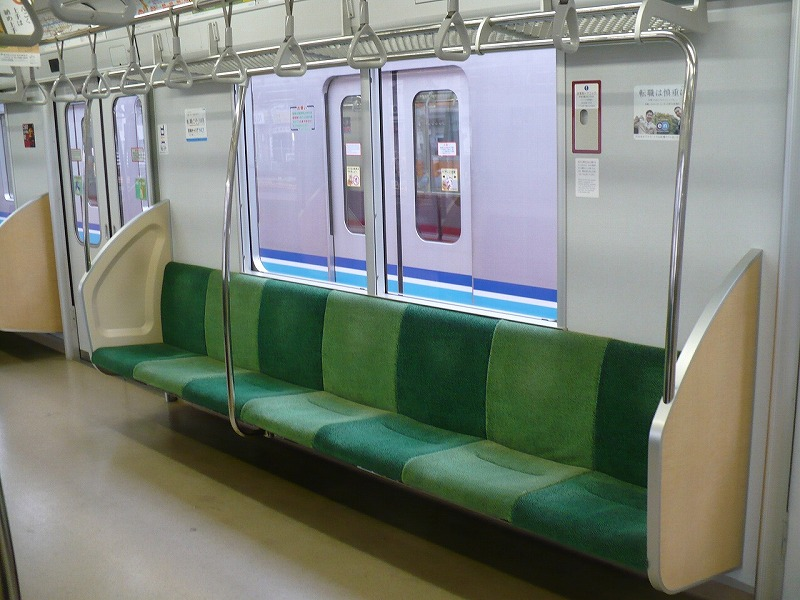
1人分ごとに色分けされた座席（東葉高速鉄道2000系電車）

バケットシート
体形にあった定員分の凹みを座席に設け、より快適な着座感を期待するほか定員着席を誘導する方式。凹みの形状は各社各様で、その形状によって効果も異なる。1980年代頃から採用例が増えている（国鉄211系電車など）。一方、アジア圏の都市鉄道ではベンチ状に成形したプラスチック製・金属製のシートを取り入れられている例も見られ、日本でも大阪市交通局30系電車（後に通常タイプに改造）や名鉄モ880形電車などの採用例が見られる。

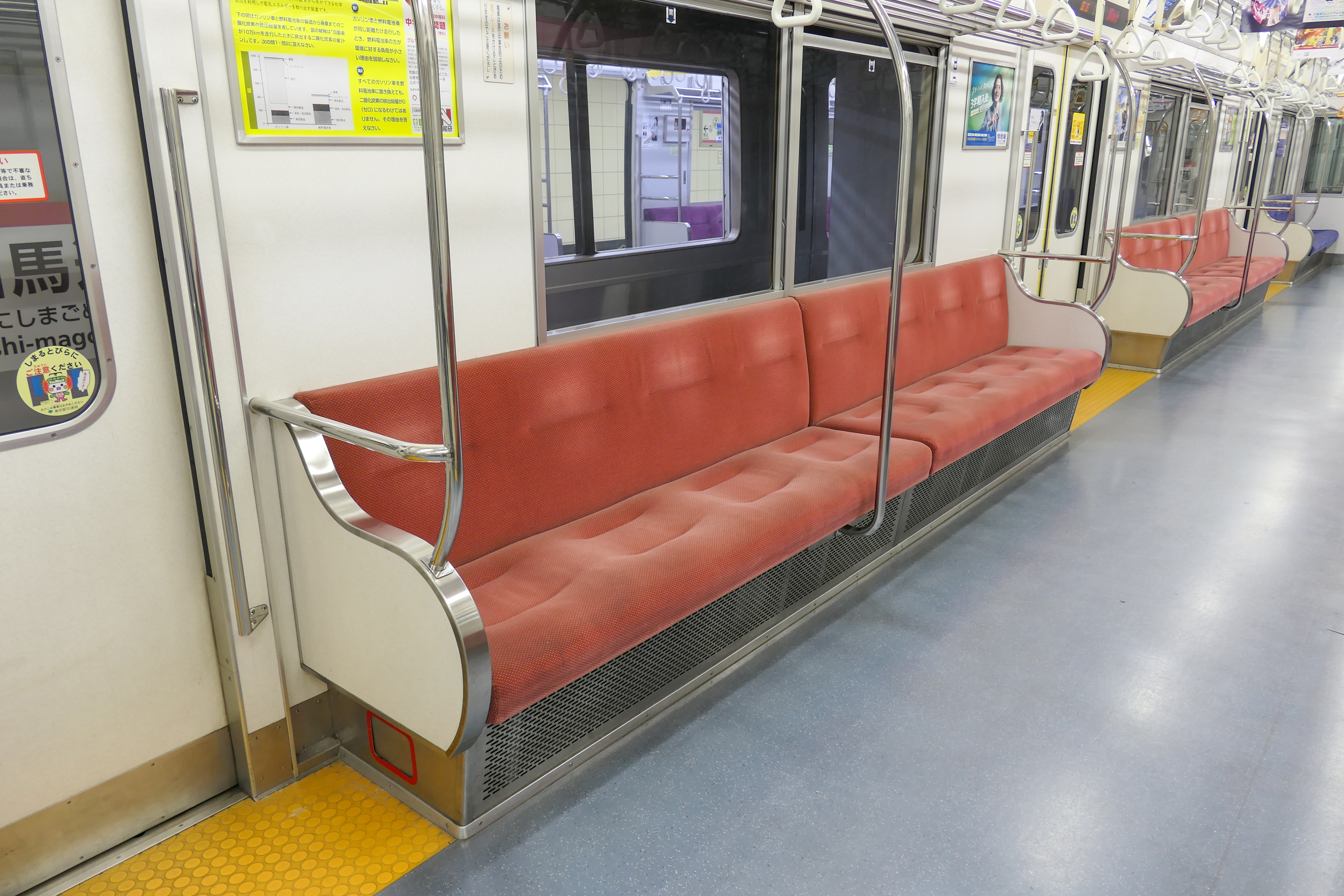
バケットシート（東京都交通局5300形電車）

仕切り
ロングシートの途中を握り棒（スタンションポール）や板、手すりで区切ったり、乗降扉手前の側面に高い板が取り付けられていたりする車両もあり、後者はJR福知山線脱線事故（2005年）を受けた鉄道事故時の被害軽減策を兼ねている。前者は、色分けやバケットシートによる区切り方より着席範囲の明確化手段として強制力が高い。袖仕切りの箇所数によってその効果が異なるが、7人掛けの場合には2 + 3 + 2と分割するように仕切りを2つ配置するのが主流である。日本では1986年（昭和61年）の東急9000系電車を先駆として採用され始め、1990年代後半から徐々に採用例が増えた。特に握り棒を兼ねたものは、交通バリアフリー法の施行以後に製造された多くの車両に採用されている。

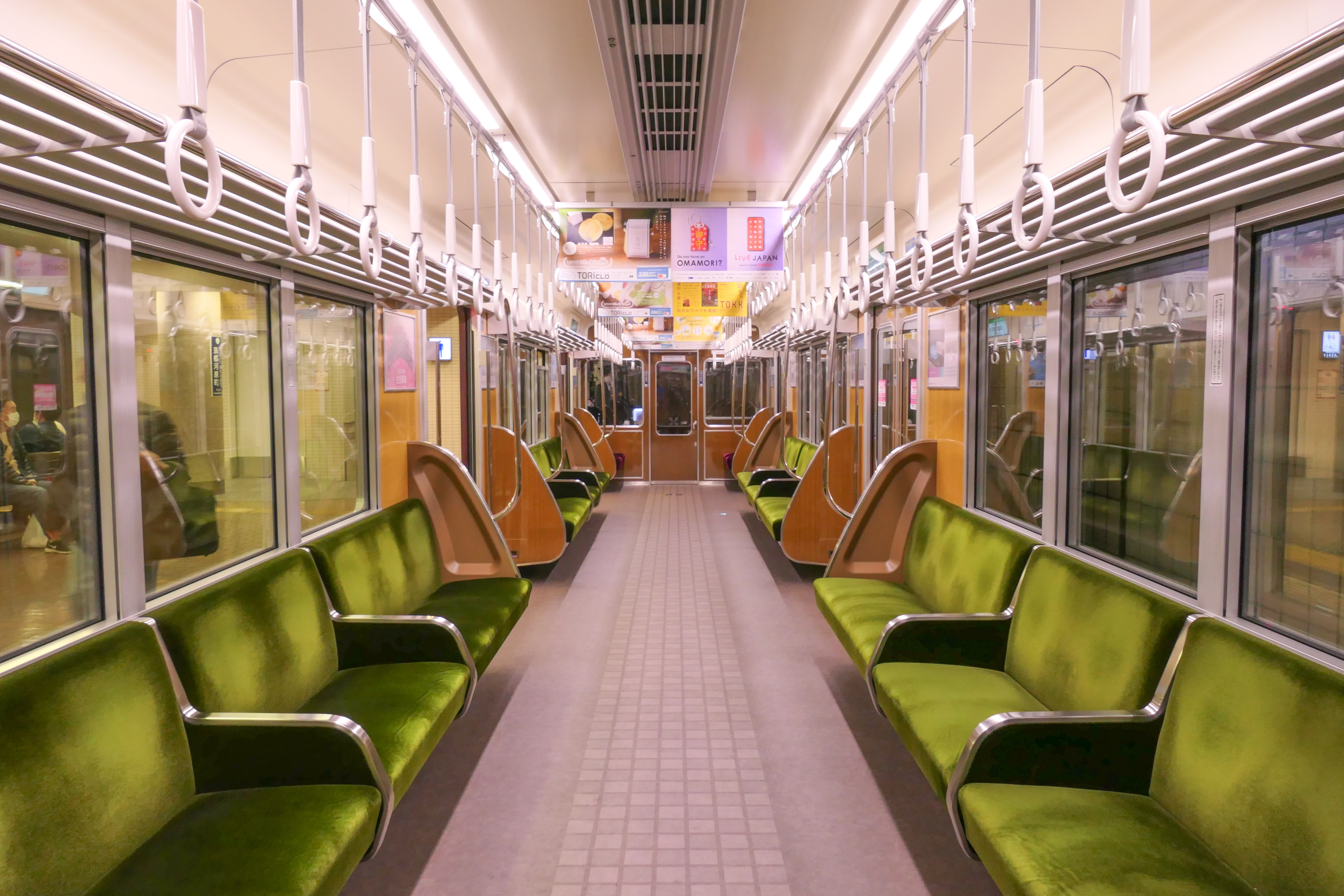
仕切りが採用された座席（阪急1300系 (2代)）

#### 座席数・寸法
かつては『普通鉄道構造規則』（2002年廃止）の中で、座席数を車両定員の3分の1以上、かつ1人当たりの着席幅を400 ミリメートル  (mm) 以上とすることが規定されていた。国鉄時代は約430 mmに設定していた。この規定はJR東日本の6扉車導入を機に廃止されたが、そうした特殊な例を除けば2000年代以降もおおむね守られている。
1人当たりの着席幅は体格向上に応じて拡大の傾向にあり、最新の車両では450 mmから480 mm程度である。
なお、改定後の条文は次の通り。
（旅客用座席）第百九十六条
旅客車には、適当な数の旅客用座席を設けなければならない。ただし、特殊な車両にあっては、この限りでない。

### クロスシートの採用例
国鉄・JRの近郊型電車や一般型気動車、大手私鉄の特急型車両や地方私鉄などにおいて採用されている。近畿地方や東海地方などでは以前から鉄道会社間の競合が激しく、都市間列車（JRの新快速や直通特急 (阪神・山陽)が代表例）を中心にJR、私鉄双方とも転換式クロスシートの採用例が多い。一方、首都圏では東武伊勢崎線・東武日光線の6050系、京浜急行電鉄（京急）の快特のうち泉岳寺駅・品川駅発着の列車中心に運転される2100形、西武池袋線・西武秩父線の4000系など、主に中距離の都市間利用や行楽客を目的とした列車向けの車両への採用例がある。しかし、首都圏では近畿地方・東海地方に比べ混雑率が高く、ロングシートに比べ乗降しづらくラッシュ時の遅延の原因になることや、立ち席スペースが狭いことや、狭い空間で他人と隣り合うもしくは向き合って座ることを好まない昨今の風潮などから料金不要車両での採用例は少ない。その反面でバリアフリー新法に伴い移動等円滑化の観点からクロスシートの要望が完全に消えたわけではなく、車端部のみクロスシートとした車両も登場している。
なお、ケーブルカーは車体の構造上、座席は必ずクロスシートを採用している。
なお、回転式、転換式、リクライニングの有無にかかわらず、鉄道用語としては進行方向に向けることのできる2人掛け座席をロマンスシートと呼ぶ。このような構造の座席設備を持つ車両をロマンスカーと呼び、特に小田急電鉄の小田急ロマンスカーは列車名としても広く親しまれている。

#### 椅子の形態

##### 回転式クロスシート（回転腰掛）

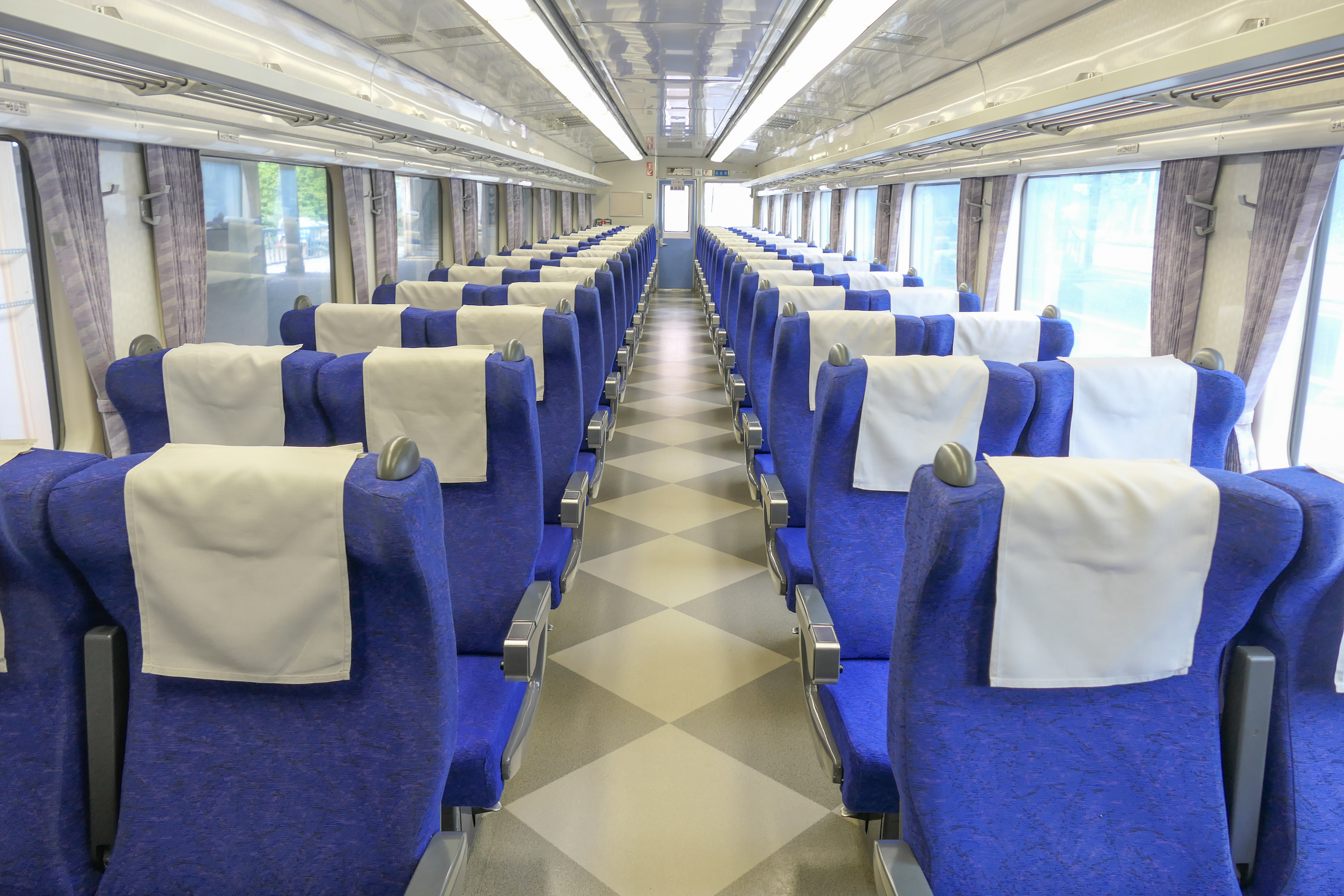
回転式クロス（リクライニング）シート（JR北海道キハ183系）

主に有料特急用車両に装備され、向きを転換するときには床面に垂直な回転軸を中心に180度回転する。着席者が進行方向を向いて座ることができ、また必要に応じて前後の座席を向かい合わせにして利用できる。観光路線を運行する車両や、ジョイフルトレインなどの団体利用を念頭に置いた車両においては45度あるいは90度回転させ、通路の反対側の座席と向かい合わせにしたり、窓側に向けて固定したりできるものなどもある。座席の背面に後席の乗客のためのテーブルや小物入れ、足置きなどを備えるもの、肘掛の中にテーブルや内蔵しているものもある。鉄道車両で喫煙が可能だった時代には、灰皿も取り付けられていた。かつての国鉄形の標準座席間隔は、近郊型グリーン車で970mm、特急形普通車で910mmまたは940mm（JR北海道キハ183系、JR四国・JR九州キハ185系）であった。
昭和30年代から40年代に製造された国鉄の特急形車両の普通車、準急形車両の二等車（のちの一等車）、近郊形車両のグリーン車ではリクライニング機能のない回転式クロスシートが採用されていた。現在採用されている回転式クロスシートの大部分は背もたれの傾斜を変えられるリクライニングシートである。リクライニング機能のない座席を備える車両は、特急などの優等列車専属で使用される車両では東武300系電車や新幹線E4系電車「Max」の2階自由席車、後述するデュアルシート（回転できるのはクロス状態時のみ）などがある。

##### 転換式クロスシート（転換腰掛）

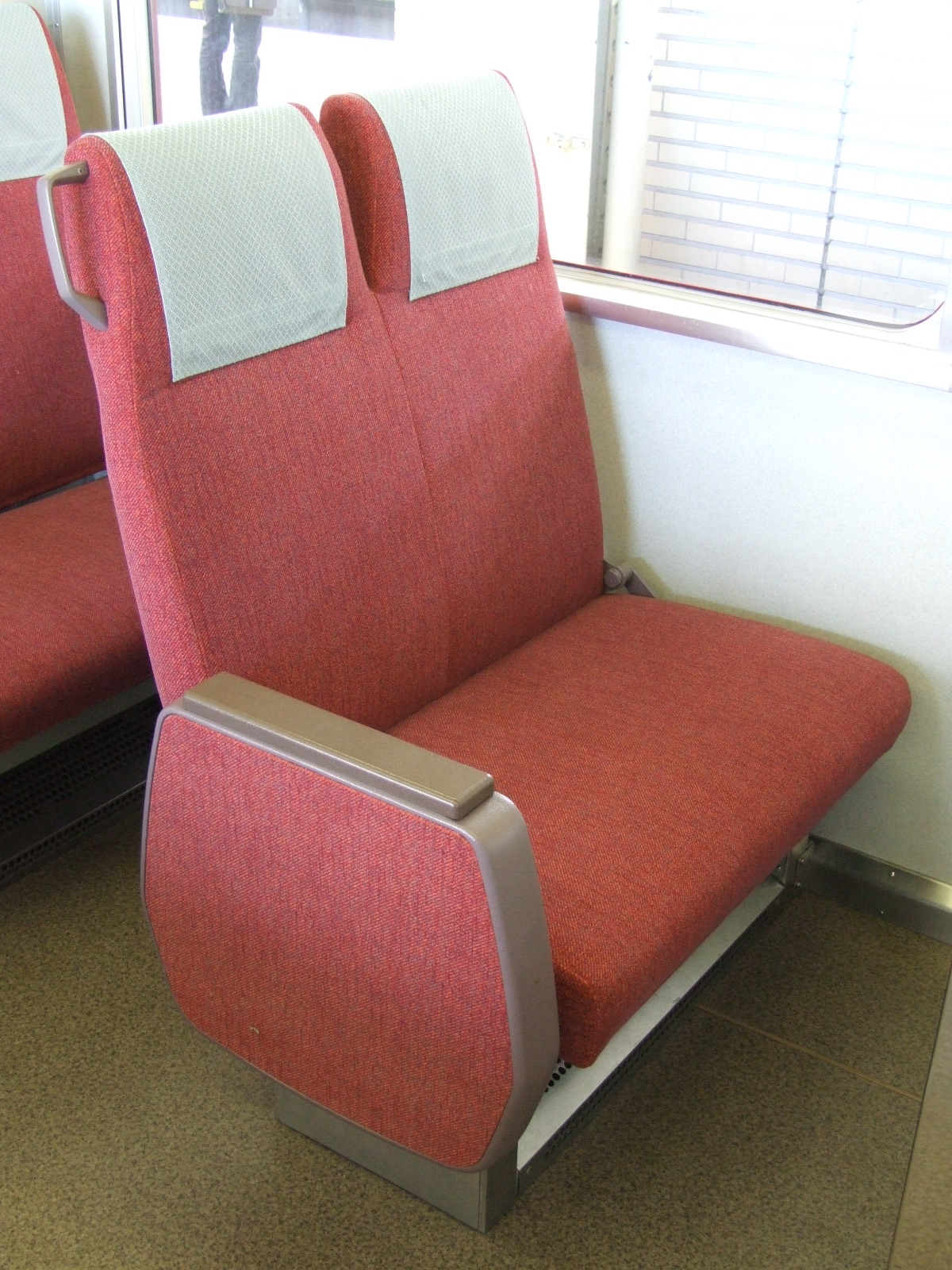
転換式クロスシート（近鉄5200系電車）

背もたれだけが前後に移動する機構により、着席方向を切り替えられる座席である。特に会社間競争の激しい東海・近畿地方の車両に多く採用されているが、首都圏・東北地方では採用する鉄道会社が少ない。特急形車両では新幹線0系電車や185系、キハ185系の普通車（キロハ186のみ）座席に採用例があるほか、既存車両でも座席改良の際に採用した例がある（キハ80系やキハ58系など）。
比較的簡易な機構で、回転クロスシートと同様に進行方向を向いて座り、前後の座席を向かい合わせにすることが可能である。背もたれに中折れ機構を設け、着座姿勢をより改善しているものもある。戦前から昭和30年代までは二等車・特急形車両などの特別料金を要する列車で用いられることも多かったが、回転式クロスシートに比べると座り心地が悪く、背もたれの背面に設備品を装備できず、また基本的にリクライニング機構も設けられないため、この分野では回転式に移行した。代わりに1980年代末期以降ではJR東日本をのぞいたJR旅客各社の普通列車用車両や、一部の私鉄で運行される特別料金不要の特急・急行車両に導入される例が増えている。座席間隔は国鉄型が910mm、私鉄では900mmとする例が多く、必要に応じて変更される。なお、転換クロスシート車といわれる車両であっても、近郊形・私鉄の特急形では車端部や扉横の座席は転換クロスシート並みに背もたれを傾斜させた固定式とし、中間の座席のみを転換式としているものが多い。これは、背もたれ後部のデッドスペースの発生による乗車定員の減少を防ぐためである。
終着駅で車掌がスイッチを操作することにより一斉に各席の方向が転換する、座席の自動転換装置を備える車両もある。このうち京急2100形電車は向かい合わせ使用をしないことを前提に座席間隔を詰め、より多くの座席配置とする設計を採っており、営業時の座席は進行方向に固定され、乗客が転換することはできない。運行開始直後はこれを知らない者が強引に転換させようと座席を引っ張り故障が多発した。そのため、背もたれには座席を転換できない旨の注意書きがある。

##### 固定式クロスシート

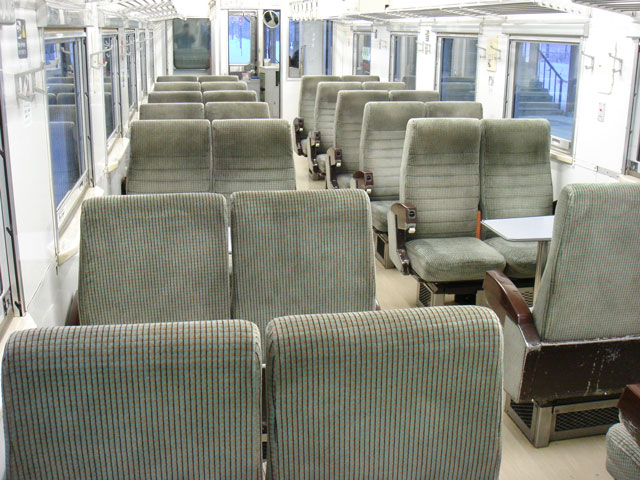
集団見合型シート（JR北海道キハ54形500番台）

| クロス（ボックス）シート（国鉄キハ40系気動車 (2代)） |  | 横から見たクロス（ボックス）シート（相鉄8000系電車） |
| クロス（ボックス）シート（国鉄キハ40系気動車 (2代)） |  | 横から見たクロス（ボックス）シート（相鉄8000系電車） |

ボックスシート
向かい合わせに掛ける配置。国鉄・JRの伝統的なクロスシート車がこれで、旧式の客車や急行形車両の三等車（後の二等車→普通車）における一般的配置であり、各地で多く見られた。構造上、席の半数程度は進行方向と逆向きに座る。向かい合わせ間隔は、国鉄型だけでも1,335mmから1,580mmまでの範囲で数種類あったが、急行形車両の多くは1,460mm、1977年（昭和52年）以降に製造された近郊形車両は1,470mmである。なおJR東日本発足後に新製された近郊型電車・一般型電車（E217系・E231系・E233系・E531系近郊タイプなど）のボックスシートは1,500mm、地方向け（E721系・E129系など）は1,585mmと、従来型よりも拡大されている。また1950年代以前の普通列車用車両の二等車（後の一等車→グリーン車）ではゆったりとしたシートピッチのボックスシート（80系300番台では1,910mmなど）が採用されたが、後の車両では回転クロスシート等に置き換わり、近郊型では通路幅880mmを確保するため座席幅・シートピッチとも著しく狭くなっている。
その他、前述の転換クロスシートを採用している近郊形車両の大半や、京急新1000形電車1-5次車・南海2000系電車5-7次車・1000系電車などのロングシート車は車端部のみボックスシートである。ただし前者は転換クロスシート部分を向かい合わせにした場合と同じ寸法になるよう調節されており、後者はスペースに余裕があることからいずれもシートピッチ1,750mm前後のゆったりした寸法が取られている。ただしピッチ拡大部分のほぼ全てがシートの背もたれ部分が転換クロスシートと同じ角度となるよう傾斜をつけるために充てられており、足元空間の広さは旧来のボックスシートと比べてほとんど変わりがない。
昭和時代の戦前から戦後間もない頃にはオロ36形やサロ85形など二等車（後の一等車・グリーン車）において三等車に比べ座り心地が良く向かい合わせ間隔の広いボックスシートを設置した例があったが、これらは1960年代以降、二等車（旧三等車）・普通車に格下げされている。
特急用としては、国鉄581・583系普通車（昼間座席使用時）、改修前のJR東日本253系電車（「成田エクスプレス」）普通車（座席下を荷物置き場として活用するため）や251系（「スーパービュー踊り子」）の一部などで採用されていた。
一方向向き
すべての座席を同一方向に向けて座席を固定した2人がけクロスシートで、スハ44形等、戦前から戦後にかけての特急用三等客車で多く見られた。衝動や騒音への配慮から機関車の次位を荷物車または座席荷物合造車とし、最後部に展望車を置く編成に適している。終着駅到着後は、デルタ線を利用した、編成まるごとの方向転換を前提としていた。
特異な例として小田急70000形電車「GSE」や名鉄1000系電車のように、展望車において座席を前方向きに固定して配置する例がある。
また、無軌条電車は車両の構造上進行方向に固定された座席が大半である。
集団見合型・集団離反型
客室の中央（3扉以上の車体の場合は扉間中央）を境に2群に分け、全席が車両（扉間）中央を向く配置が集団見合型、逆に車端方向を向くのが集団離反型である。集団見合型は欧州の長距離用開放式客車で採用例が多い。日本では登場時の京急2000形電車やJR東日本719系電車、2004年（平成16年）以降改修されたJR東日本253系電車普通車、固定クロスシート化後の京急600形などで、この構造が採用されている。
離反型はかつて東北・上越新幹線開業時の新幹線200系電車や0系の3人掛けシートで採用されていた。これは簡易型リクライニングシートを備える際、横幅が大きい3人掛けシートは当時回転ができないためであった。現在は山陽3000系・5000系の一部で見られる。また、登場時の京阪9000系電車のように車端部は車体中央を、中央部は車端方向を向いて掛ける配置や、叡山電鉄900系電車や近鉄260系電車のように、前の車両が進行方向向き・後ろの車両が逆向きといった、2両以上にわたる座席配置もある。
利点として、座面・背もたれともに（基本的に）前後対称形状が求められる転換クロスシートや、空間効率上直立に近い形状の背もたれであるボックスシートと比較して、座席本体（座面・背もたれ）の形状を最適化しやすいことが挙げられる。言い換えれば、固定式クロスシートとしての簡便さ、回転クロスシートなみの座席本体設計の自由度、座席定員数の確保（特に新幹線のような3人掛けでは回転式に比べシートピッチを狭くできる）を兼ね備えている。さらに見合式の場合は中央部が対面し、ボックスシートの強みであるグループへの対処も可能となる。

##### リクライニングシート（自在腰掛）

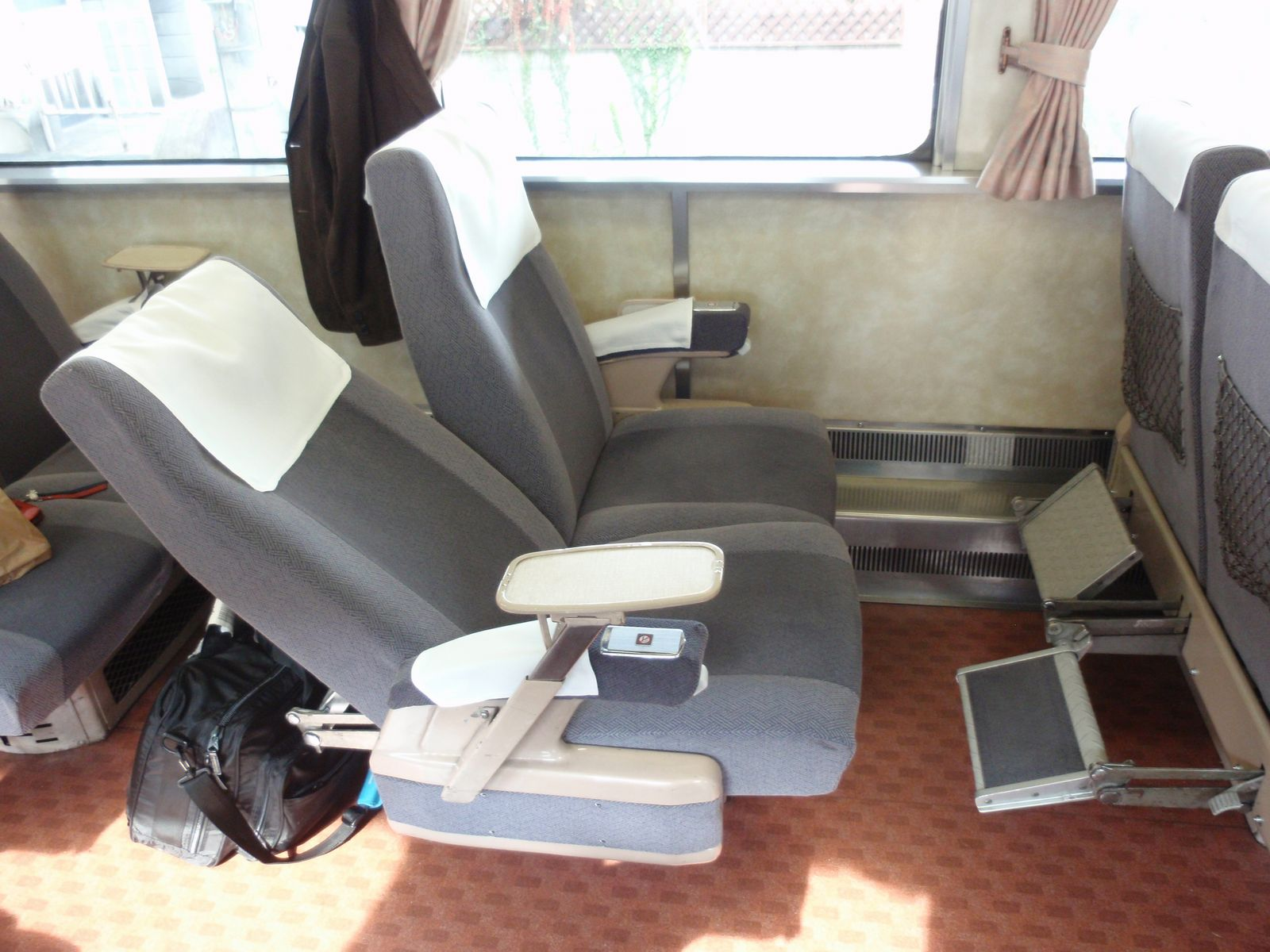
リクライニングシート（JR西日本キハ181系キロ180形）

背もたれの傾斜角度を調節することができる座席である。
国鉄では、1949年（昭和24年）戦後初の特別急行列車「へいわ」復活に際し、一等展望車に使用するため復活されたマイテ39の座席で初めて採用された。本格的な使用は翌年に登場した特別二等車スロ60形からで、このとき採用された機械式5段階ロック・足載せ台付の座席は以後大きな変更もなく国鉄末期まで特急・急行用二等車（→一等車→現グリーン車）の標準装備とされた。なお、スロ60形客車は最初は一等車「スイ60」として設計されたため座席間隔を1,250 mmとしていたが、その後製造されたスロ53形では1,160 mmとなり、これはJR移行後でも特急形車両におけるグリーン車の標準座席間隔である。客車特急列車の展望車の代替車両として151系電車で設計・製造された「パーラーカー」クロ151形車両の1人用リクライニングシートの座席間隔は1,100 mmだった。また例外的に普通車（当時は3等車）より改造されたスロ62形の座席間隔は1,270 mmで、当時の国鉄型では最大だった。
新幹線では1964年（昭和39年）の東海道新幹線開業時における新幹線0系電車の一等車から、現在に通じる座席幅のものを採用している。車体幅が在来線より大きい新幹線では、横一列あたりの座席数が普通車の大多数は3 + 2列なのに対し、グリーン車は2 + 2列として、座席幅にゆとりを持たせている。
普通車で最初に採用されたのは、国鉄183系電車の簡易式（後述）である。その後、1985年（昭和60年）の新幹線100系電車、在来線用も1986年（昭和61年）のキハ183系500番台から普通車においてもフリーストップ式のリクライニングシートを採用しており、現在は一部車種を除き特急型車両では標準装備となっている。
国鉄分割民営化以降、普通車用座席の改良が重ねられた結果、1990年代後半には普通車用座席とグリーン車用座席との差は小さくなった。差は傾きや座席の大きさ、シートピッチ（座席間隔）などである。そのため在来線用のグリーン車では横一列当たりの座席数を2 + 2から2 + 1に減らし、新幹線と同様に1人あたり座席幅をゆとりを持たせて普通車用座席との差別化を図る場合も多い。
また、夜行列車の一部では、高速バス等との競争のため、普通車であっても傾きの大きさがグリーン車用に近い座席、あるいはグリーン車から転用した座席を設置し、シートピッチもグリーン車に近い寸法として居住性を高めたものもあった。2003年（平成15年）3月まで「ムーンライトえちご」に充当された165系が始まりとされている。かつての「なは」「あかつき」では夜行高速バス並みに全席1人掛けで千鳥配置とした傾きの角度が大きい「レガートシート」があった。これ以前にも、1980年代からは四国や九州の気動車急行列車においてグリーン車を座席を交換することなく普通車に格下げして使用する例もあった。

##### 簡易リクライニングシート

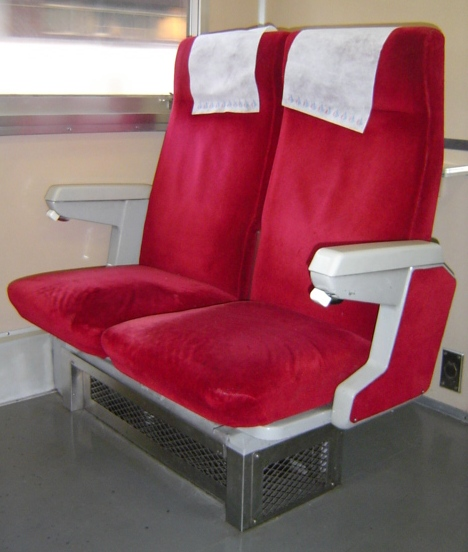
113系電車グリーン車の簡易リクライニングシート

1972年（昭和47年）に登場した183系の普通車で初めて採用された、リクライニングシートの一種である。通称は「簡リク」。同時期に製造された14系座席車、485系（1974年度以降の新製車）、381系や、また、113系ではグリーン車の一部などにも採用された。座席下部に設置された受け皿のようなものの上にシートを配置する形状で、背もたれに体重を掛けると座面が前へスライドし背もたれがリクライニングする構造である。普通車用のためリクライニング角度は小さく、リクライニングさせると繰り出した座面の分だけ座席の前後間隔が狭くなるという欠点がある。
初期のものはリクライニングにストッパーが無く、背もたれに体重を掛けていないと座席の傾きが元に戻り、体を起こすたびに大きな音と衝撃が生じることから、1976年（昭和51年）以降に製造された車両からは完全にリクライニングさせた時のみ作動するストッパーが追加された。国鉄の分割民営化前後から指定席車用座席を中心にフリーストップ式への換装が行われたが、一部には廃車まで無改造で残存した車両も見られた。
このシートは埼玉県さいたま市の鉄道博物館のヒストリーゾーン（現：車両展示ゾーン）で、背もたれのストッパーがあるものと無いもの両方に座ることができたが、現在は撤去されている。
2017年より東武鉄道で運行している『SL大樹』に使用する14系客車にはストッパーのない簡易リクライニングシートが使われている。

#### 椅子の配列
クロスシートは、おおむね以下の構成である。

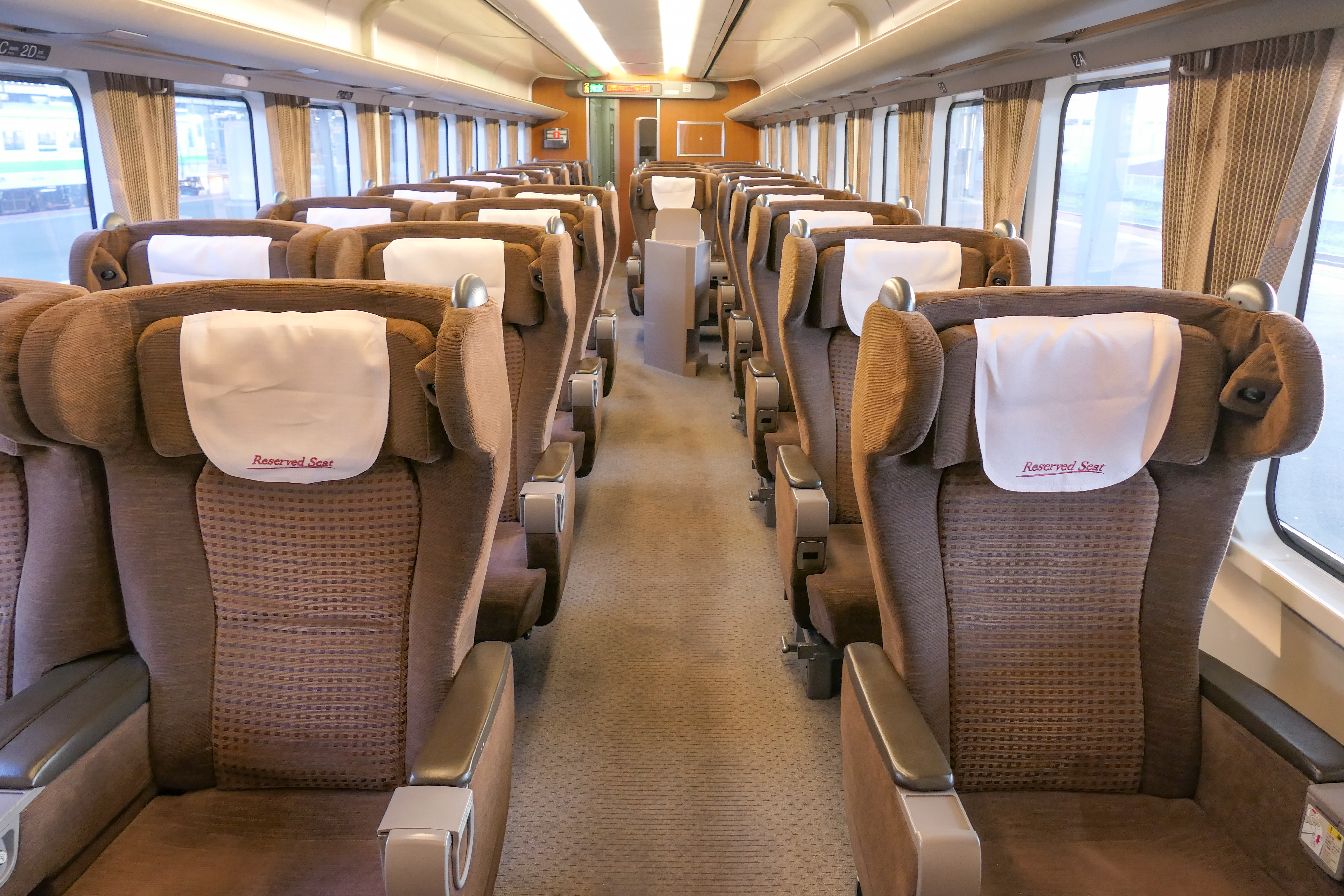
2+1配列の例（JR北海道キハ281系グリーン車）

座席幅の寸法は、特急用車両では普通車で430 - 460 mm、グリーン車では2 + 2配列で450 mm前後、2 + 1配列のタイプや新幹線車両では470 - 500 mm程度が一般的である。数値のみで見た場合普通車とグリーン車との間の差、また前述のロングシート車の数値と大差がないとされるが、座席幅の数値は肘掛部分をのぞいた幅で計測されるのが通常であるため、横方向における体感的なゆとりは座席幅よりもむしろ肘掛の有無や、肘掛の幅の差に表れる。
なお、一部の車両には車椅子を固定するために標準の配列から1人分減じた区画がある。
2 + 2配列
一列あたり中央の通路を挟んで2人掛けの椅子が並んでいる配列。日本の鉄道車両の場合ほとんどのクロスシートがこの構成である。新幹線車両ではグリーン車で採用されているが、山陽・九州新幹線をはじめとした一部の普通車でも採用例がある。
2 + 3配列
標準規格の新幹線の普通車で採用されている配列。東海道新幹線では、海側の座席が3人掛け、山側が2人掛け座席である。在来線車両では修学旅行列車用の155系・159系と、着席定員増加を企図した415系（1900番台の2階席）に採用例があるのみとなっている。
3 + 3配列
JR東日本の2階建て新幹線「Max」の2階自由席車で採用されていた配列。通路の両側に3人掛け座席が並ぶ。回転式クロスシートではあるが、横幅の関係で肘掛がないことからリクライニングはできない。
2 + 1配列
1人掛けと2人掛けの座席が組となっており、JR化以降の在来線特急グリーン車で採用されている事例が増えている。振り子式車両では、客室内で左右の重量を揃えるため千鳥式の座席配置が見られる。新幹線車両では在来線車両規格の400系と、最上級クラスとなるグランクラスで採用されている。
一方、一部の普通・快速列車用車両にもこの配列が見られるが、これは通路を広げ立席定員を増やすためで、1座席の幅は2 + 2配列で利用されるものとほぼ同じである。
関空快速用車両の223系0番台は当初空港利用客のスーツケースなどの荷物置き場を確保する目的でこの配列とされたが、ラッシュ時の輸送力確保にも有効であったため後継車両の225系5000・5100番台にもこの配列が踏襲され、最終的に阪和線は特急以外の全列車がこの座席配置となった。当初はノルウェー製の座席であり、1人掛け座席の肘掛け下に荷物を固定するためのワイヤーが備え付けられていたが、国産の住江工業の座席に交換した際に廃止された。
山陽電気鉄道5030系、京阪3000系電車 (2代)や名鉄2200系電車の一般車などラッシュ時と閑散時の運用を両立させるための目的や、京阪京津線専用車である800系や2階建車両であったJR東海371系電車のサロハ371形(2階グリーン席と1階普通席の両方が2+1配列だった)など、室内幅の都合でこの配列を採用した車両も存在する。
1 + 1配列
一列あたり中央の通路を挟んで1人掛けの椅子が並んでいる配列。かつての一等車や、それを元にした東海道本線特急列車群に使用されたクロ151形「パーラーカー」の開放式一等席で用いられた。1990年代に「成田エクスプレス」用253系の開放式グリーン席の一部で採用された事例があるが、2004年（平成16年）までに上記の「2 + 1配列」に変更されている。
なお、この配置は座席定員が限られることから採用例が比較的少なく、一般型車両においては三岐鉄道270系電車や四日市あすなろう鉄道260系電車などの軽便鉄道や路面電車の様に車両幅が狭い場合や、側面方向の展望席などに限られる。
その他
1990年から2008年まで「あかつき」で、1990年から2005年までは「なは」に連結していた普通車座席指定席である「レガートシート」用車両では高速バスの座席配置にならい、1人掛け座席を独立させ3列に配置していた（1 + 1 + 1配列）。
JR東日本E127系電車（100番台）、伊豆急行8000系電車などでは2人掛けクロスシートとロングシートを車両の左右で別に配置している。
JR東日本E261系電車のプレミアムグリーン車では、山側に通路を寄せ、海側に独立席を一列に2席ずつ並べた特殊な配置が採用されている。これはプライバシーの確保と海側の展望を両立させるためのものである。

### セミクロスシート
ロングシートとクロスシートを組み合わせた配置で、通常は乗降が円滑になるようドア付近をロングシート、ドア間にクロスシートを配置する。クロスシートは固定式がほとんどだが、西日本旅客鉄道（JR西日本）や東海旅客鉄道（JR東海）のように転換クロスシートを採用した例もある。
日本では1920年代の第二次都市間高速電気鉄道（インターアーバン）建設ブームの頃から、長距離輸送とラッシュ対策の両立や、電動車の主電動機点検蓋（トラップドア）とクロスシートの干渉を防ぐ目的などで採用され始め、第二次世界大戦後も都市間輸送用を中心に採用が続いている。
国鉄時代の車両では近郊形車両である113系や415系等の3ドア車や、80系、711系やキハ40系等の2ドア車が存在している。また、交直流急行電車やキハ58系などの急行形車両には「近郊型改造」として、ドア付近の座席を一部ロングシートに改造した2ドアのセミクロスシート車が存在する。ロングシートで落成した車両でも、輸送需要の変化に即してセミクロスシートに改造された車両もある（JR東日本209系（房総地区向け）、阪神8000系電車など）。私鉄の例では、東武6050系電車や西武4000系電車、名鉄6000系電車、西鉄3000形電車などが挙げられる。
いわゆる国鉄型車両の場合、新規製造した時点では、3ドアの電車では通常ドア間に左右各2ボックス16名分の固定クロスシートを配していた。また、2ドア車両の場合ではデッキ付きのものはドア間すべてに固定クロスシートを配しており、デッキがないものについては客用扉付近をロングシートにし、扉間中央部にクロスシートを配する例が多かった。
1990年代以降は4ドアの車両でもクロスシートを導入する車両が増えている。日本で初めて登場した4ドアのクロスシート車は1970年（昭和45年）に製造された近鉄2600系電車および量産型の2610系・2680系であるが、ロングシート部分はなく全座席が固定クロスシート設置として製造されたため、セミクロスシート車ではない。首都圏の場合、相鉄新7000系（7755F）が比較的混まない一部車両のドア間に左右1組ずつ固定クロスシートを試験的に設置した。これを筆頭に同等の設備を同社の8000系、9000系、JR東日本E217系電車、E231系（近郊タイプ）、E531系や首都圏新都市鉄道TX-2000系電車で採用されている。また、名鉄300系電車や名古屋市交通局7000形電車のようにロングシートと転換式クロスシートを扉を境に交互に配置した例、近畿日本鉄道（近鉄）のL/Cカーや首都圏私鉄の一部の通勤型車両に見られるデュアルシートなどがある。
なお、東急9000系電車、東京都交通局6300形電車（1、2次車のみ）、東京メトロ南北線9000系（1次車のみ）、京急新1000形、京急2000形（格下げ改造後）、南海1000系電車、南海2000系電車（後期車のみ）、香港MTRメトロキャメル電車（通勤化改造後）などの通勤型車両で、車端部に少数のボックスシートを配した例がある。
また、JR西日本125系電車・223系5500番台・521系、阪急6300系のように、クロスシート主体で運転席後部や妻面側車端部などに少数のロングシートを配する例もある。
また、トイレを有する車両で、便所使用者の直視を避けるため、当該便所前の座席のみをクロスシートとしている車両も存在する。採用例ではキハ35系、211系、JR東日本107系電車、JR東日本E233系3000番台の一部編成の6号車等がある。
その他、通路の左右でロングシートとクロスシートを組み合わせて設置する方式もある。第二次世界大戦前の日本では主に琵琶湖鉄道汽船100形電車や山陽電鉄100形電車など、通路の両側を2人掛けのクロスシートとするのに十分な車体幅を確保できない形式に採用された。戦後も草軽電気鉄道や仙北鉄道（キハ2406）、下津井電鉄（モハ1001・2000系“メリーベル”）など、762mm軌間で車体幅が狭い軽便鉄道の車両においてクロスシートを配置する方式として利用された。近年ではJR四国7000系電車、JR東日本701系電車5000番台、JR九州キハ220形200番台など、主にラッシュ対策と長距離輸送の両立を求められる3扉構成の車両において、クロスシートとロングシートの組み合わせを車体中央を中心に点対称に配置した千鳥配置のレイアウトで採用されている。通常のセミクロスシートに対して通路のスペースが広く取れるほか、ロングシートとクロスシートとの壁が無いために開放的であるなどの利点がある。ただし、クロスシートに座る客にとっては、ロングシートに座る客から横顔を見られる恰好となるので、居心地がよくないという欠点もある。
JR東日本719系電車のクロスシート座席部分は集団見合い型、名鉄6000系電車の一部では集団離反型の配置である。

### デュアルシート
ロングシート・クロスシートの両方に転換可能なタイプの座席である。
基本的に、混雑する時間帯は背もたれを窓に向けるように並べたロングシートとして使用し、これ以外の時間は回転軸を中央に寄せて回転式クロスシートとして使用する目的で開発されたが、混雑の激しい首都圏では夕方のラッシュ時などにクロスシートとして主に有料ライナー列車の運用に就き、これ以外の列車に使用する場合はロングシートとして一般列車の運用に就くという目的で導入されている。機構が複雑であるが、利用率に合わせてロング・クロス両配置の適した方で運用することが可能である。クロスシートの状態では、足元にあるペダルを踏むか肘掛けの後部にあるレバーを引くことで乗客が座席を回転させて向きを変えることができる。ロングシートの状態ではロックされて足元のペダルも収納されるため、乗客が座席の向きを変えることはできない。座席は背もたれが固定されておりリクライニング機能を持つものは存在しなかったが、2022年（令和4年）下期に投入された京王5000系増備車では初めてリクライニング機能が搭載されている（クロスシート時のみ使用可能）。
登場自体は古く、1972年に国鉄が阪和線鳳電車区所属のクハ79929号車を吹田工場で試験的に改造したのが最初である。この改造車は後年実用化された車両と異なり、クロスシート時の背もたれ高さがロングシートに合わせた低いものとなっていたため実用化されなかったが、後に1996年（平成8年）に近鉄の長距離急行用車両として製造された2610系の一部を改造して試験的に採用され、実用化された。以後、座席を含めての車両全体の愛称として、L/Cカーと名付けられ、翌1997年（平成9年）には新造車として5800系が、2000年（平成12年）には5820系（シリーズ21）が登場し本格的に採用された。また2024年（令和6年）より運用開始した8A系もL/Cカーである。いずれの車両も車端部は固定のロングシートである。これらの車両は特急を除き列車種別に関係なく使用されている。
近鉄以外の大手私鉄では、東武50090型、70090型、西武40000系電車（0番台）、京王5000系電車、東急6000系 (2代目)・6020系・5050系（4000番台）、京急1000形1890番台に、中小私鉄ではしなの鉄道SR1系電車、一畑電車8000系電車に同種の座席が導入されている。なお、東武鉄道ではマルチシートと呼称しているが、東武鉄道以外の各社では座席自体の愛称を付していない（東急電鉄での「Qシート」は座席指定サービス名、京浜急行電鉄での「Le Ciel」は車両の愛称であり、いずれも非転換座席も含まれる）。
JRグループでは、JR東日本が仙石線用に改造した205系でも5編成の石巻方先頭車に2WAYシートの名称を与えて採用している。この場合は観光路線として仙石線の利用を促進する狙いもあったが、仙石東北ラインの開業で仙石線快速列車が廃止されたため、2015年（平成27年）以降はロングシートに固定された状態のままで運行されている。同社では209系（八高線向け3000番台の一部車両）、E331系の先頭車で座席を収納して転換させるタイプのシート（手動での転換は不可能）を試験的に運用していたが、いずれも実用化はされなかった。
デュアルシートのメーカーは、近畿日本鉄道・西武鉄道は天龍工業製（L/Cカーは近鉄と天龍工業との共同で特許を取得）、東武鉄道は50090型原型が住江工業製・70090型、50090型座席更新車が天龍工業製、京王電鉄・東急電鉄・しなの鉄道・京浜急行電鉄はコイト電工製である（JR東日本・一畑電車については不明）。
なお、デュアルシート車は2025年時点では全て電車に装備されており、客車や気動車への導入実績はない。

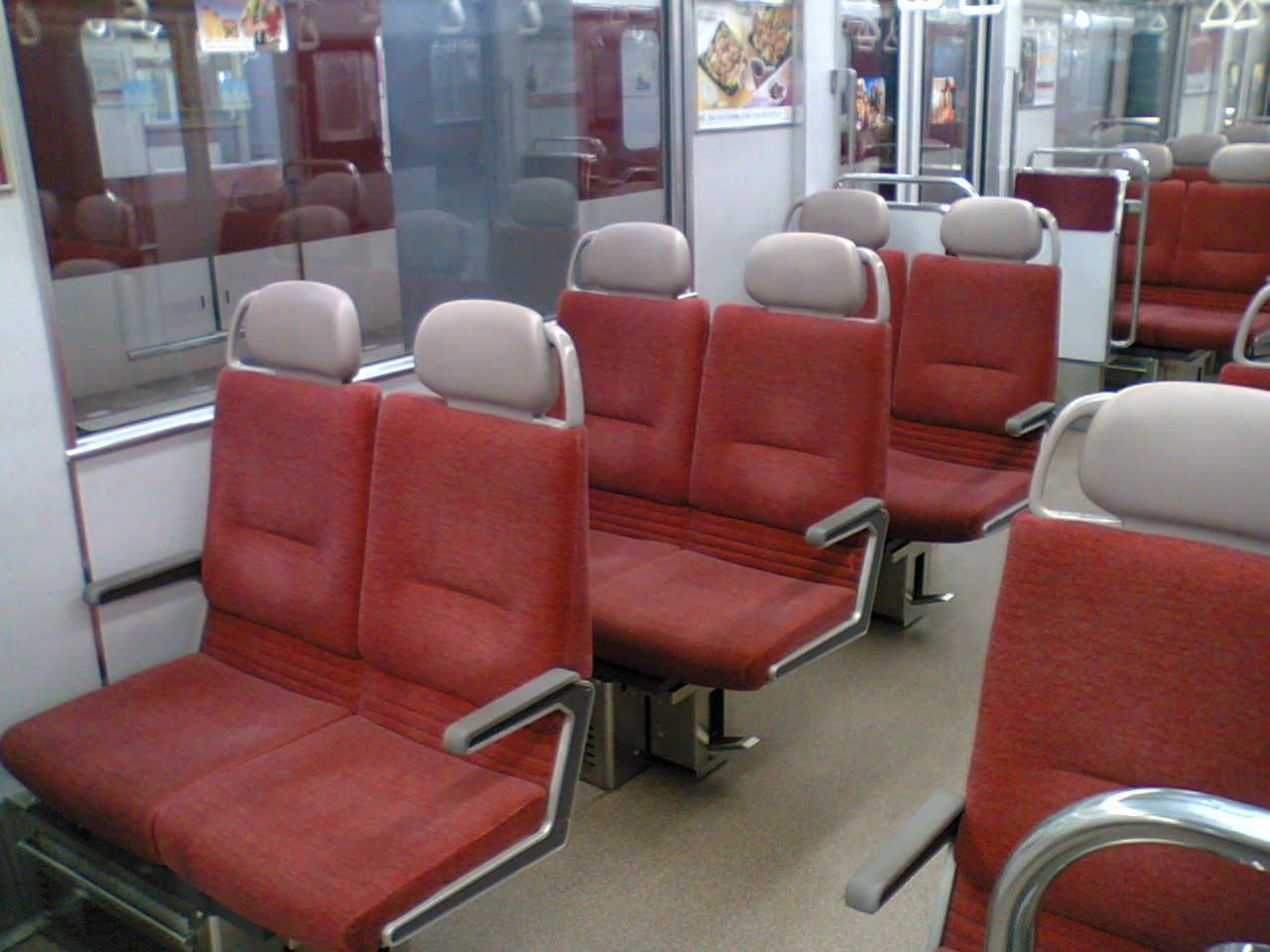
近鉄5820系「L/Cカー」
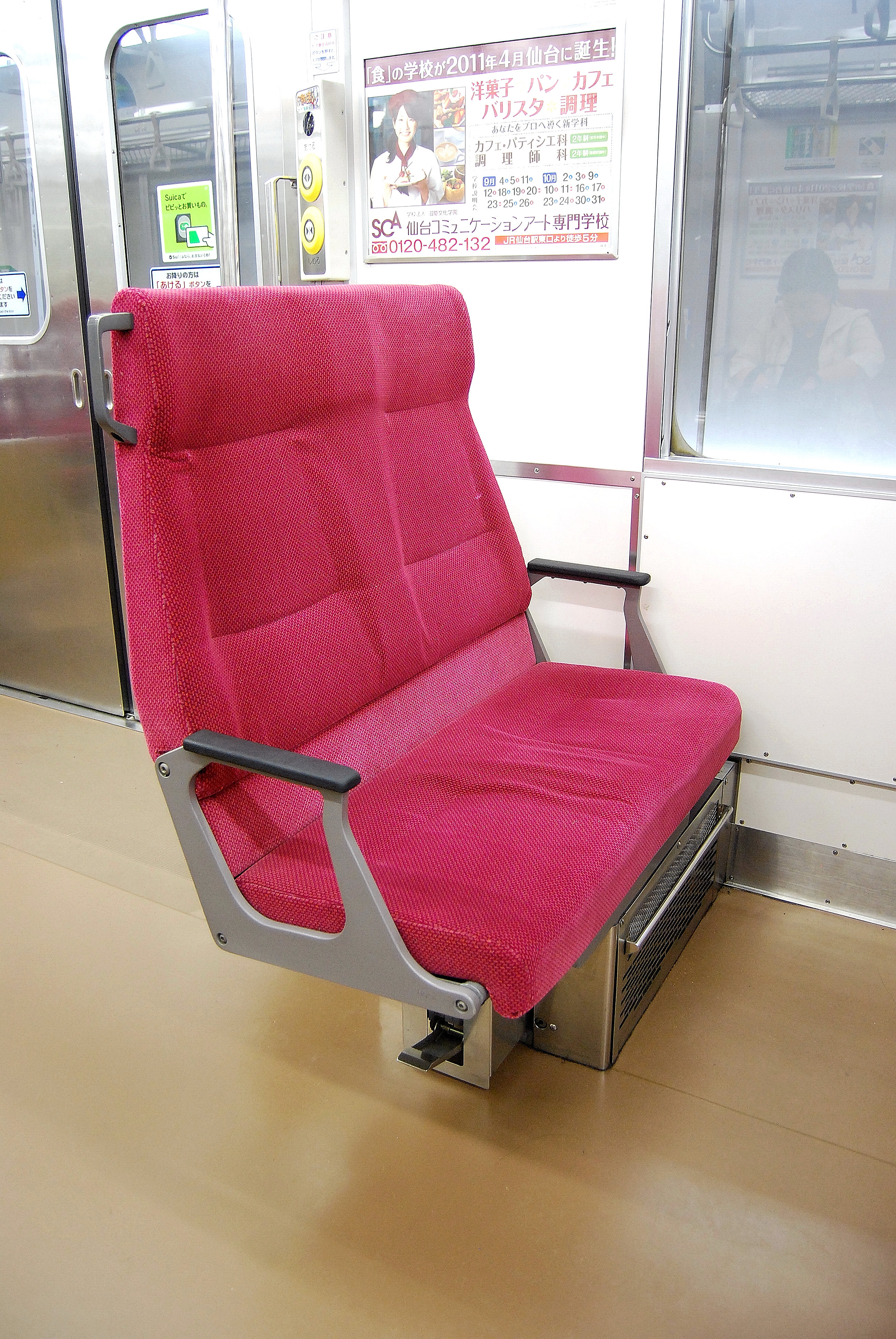
JR東日本205系3100番台「2WAYシート」
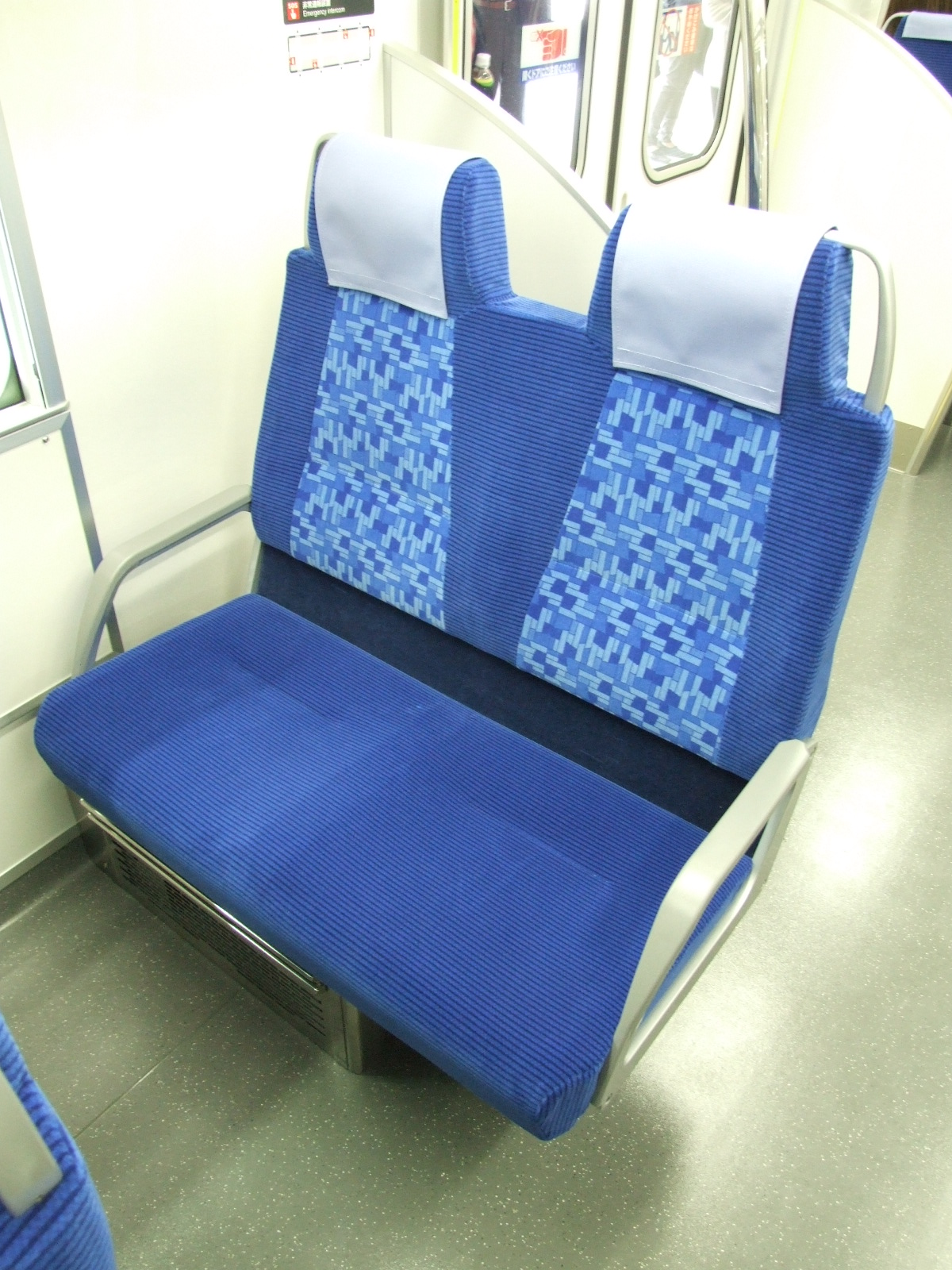
東武50090型「マルチシート」 TJライナー・川越特急の全列車と一部の快速急行での使用時
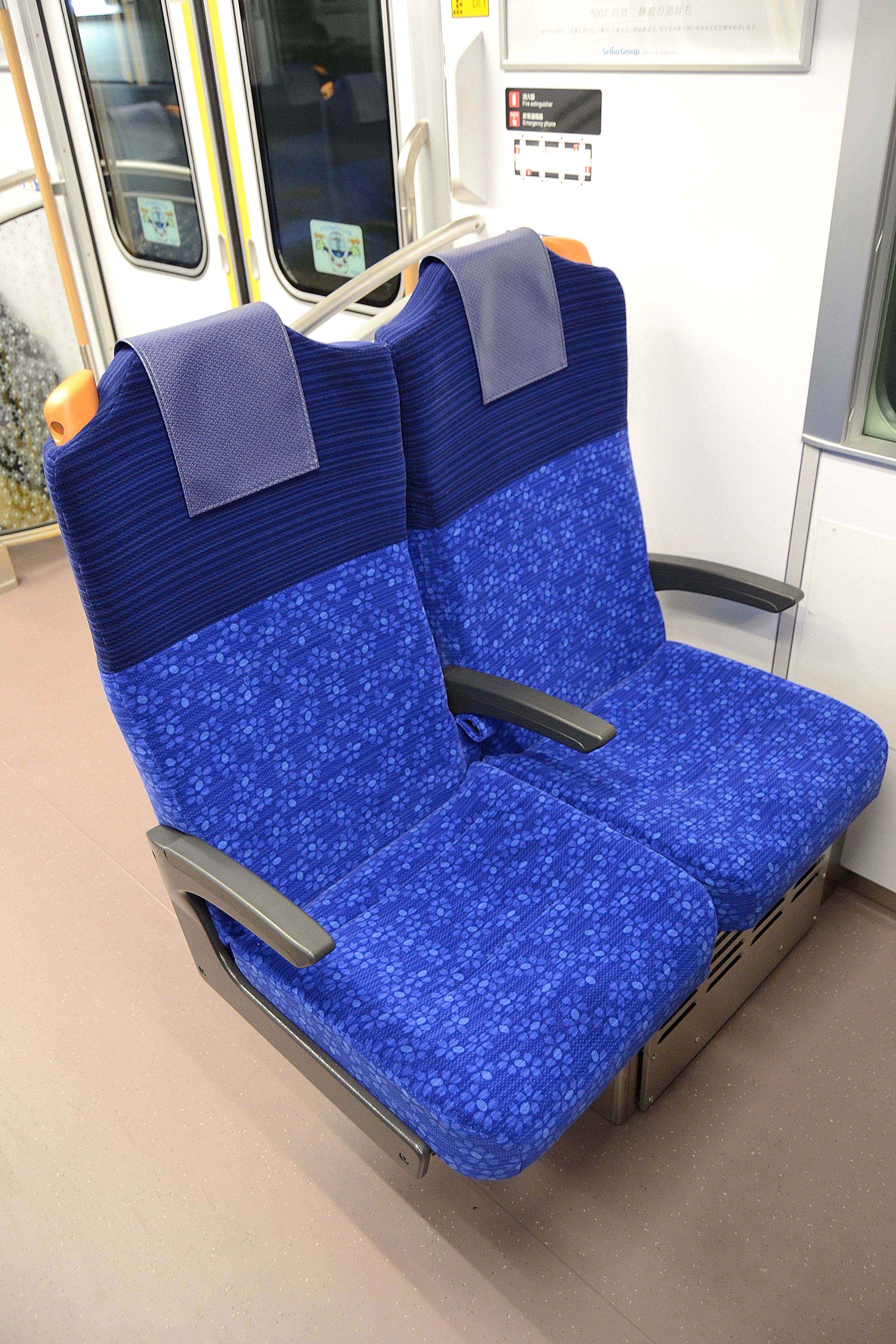
西武40000系のデュアルシート S-TRAIN・拝島ライナーでの使用時
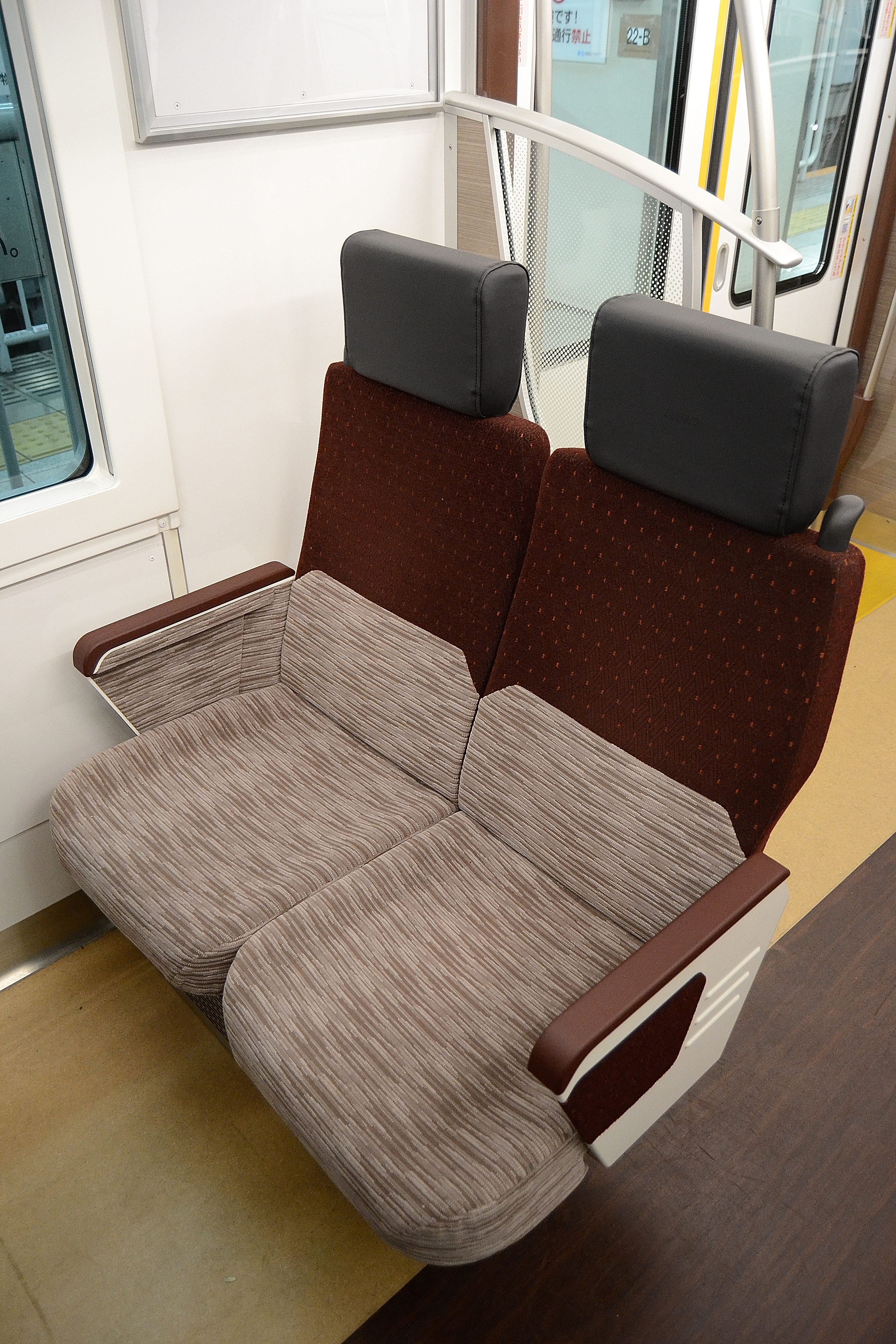
京王5000系のデュアルシート 京王ライナー・Mt.TAKAO号での使用時
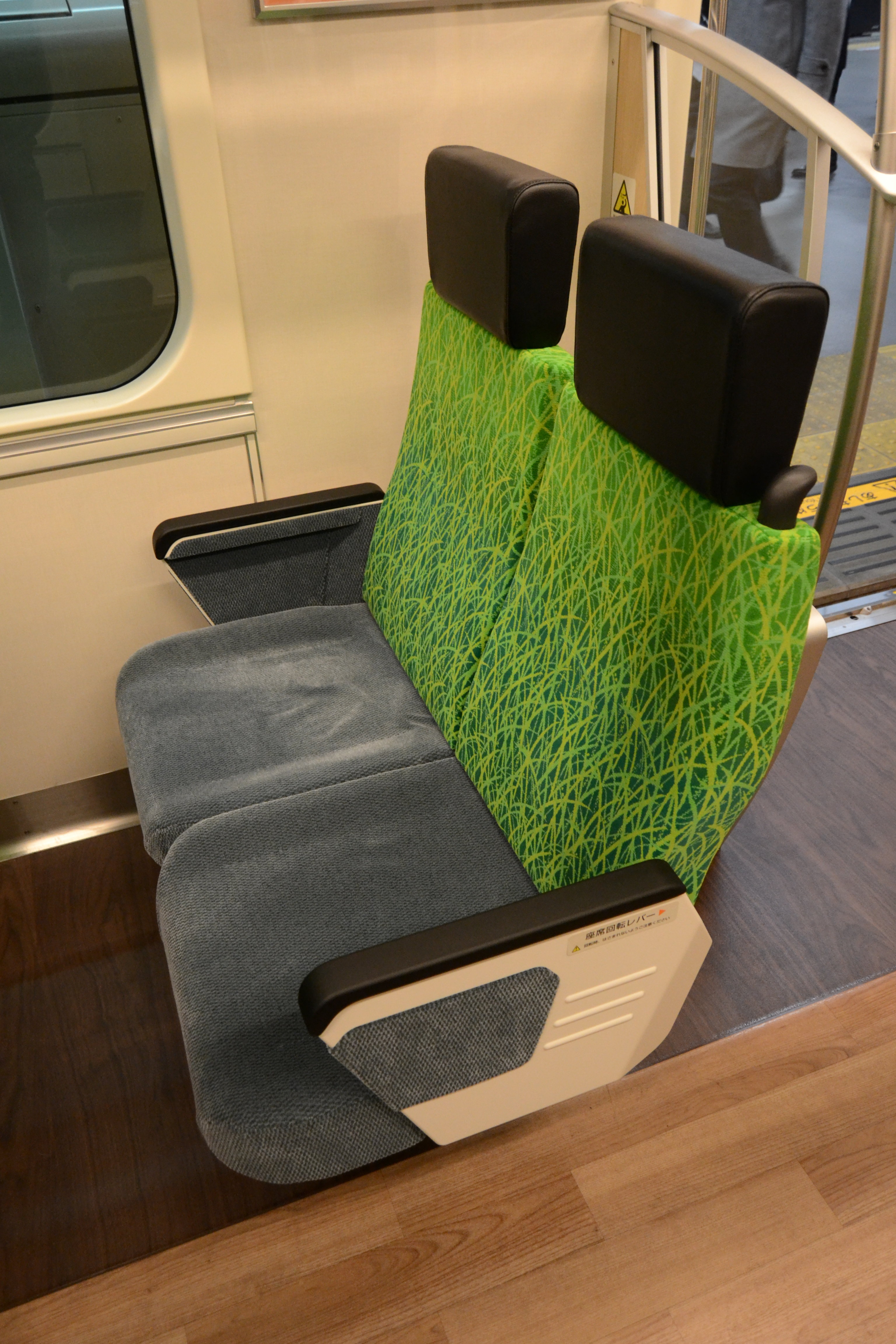
東急6020系のデュアルシート 「Qシート」サービス実施列車での使用時
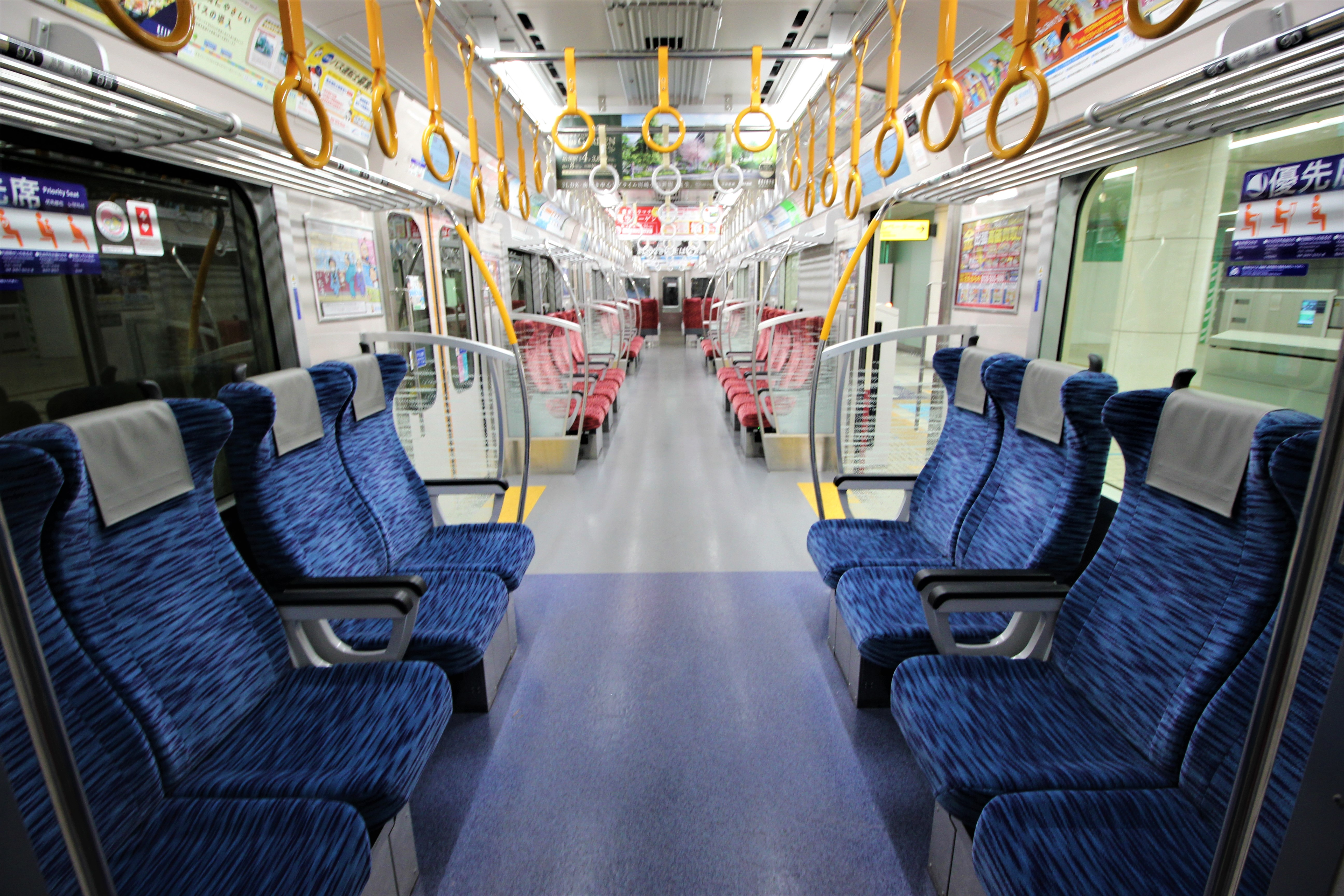
京急1000形1890番台「Le Ciel」のデュアルシート 特別料金を要しない一般列車での使用時

### 収容式座席
折り畳み座席は収容式座席または収納式座席として採用されている例がある。
通勤車両における採用事例としては京阪5000系電車が最初であり、収納時は座席が天井部に移動する。座面折りたたみ式は、JR東日本が山手線の205系に増結した6扉車「サハ204形車両」で広く知られるようになった。6扉車はラッシュ時にすべての座席が折り畳まれるが、731系・キハ201系のようにドア付近の席のみ折りたたみ可能としたものや、名鉄3500系の一部には、1人掛けでロック機構の無い簡便なものが設けられたこともある。京成新3100形は、空港アクセス列車として使用されることからロングシートの中心部に荷物置き場を兼ねた収納座席を採用している。

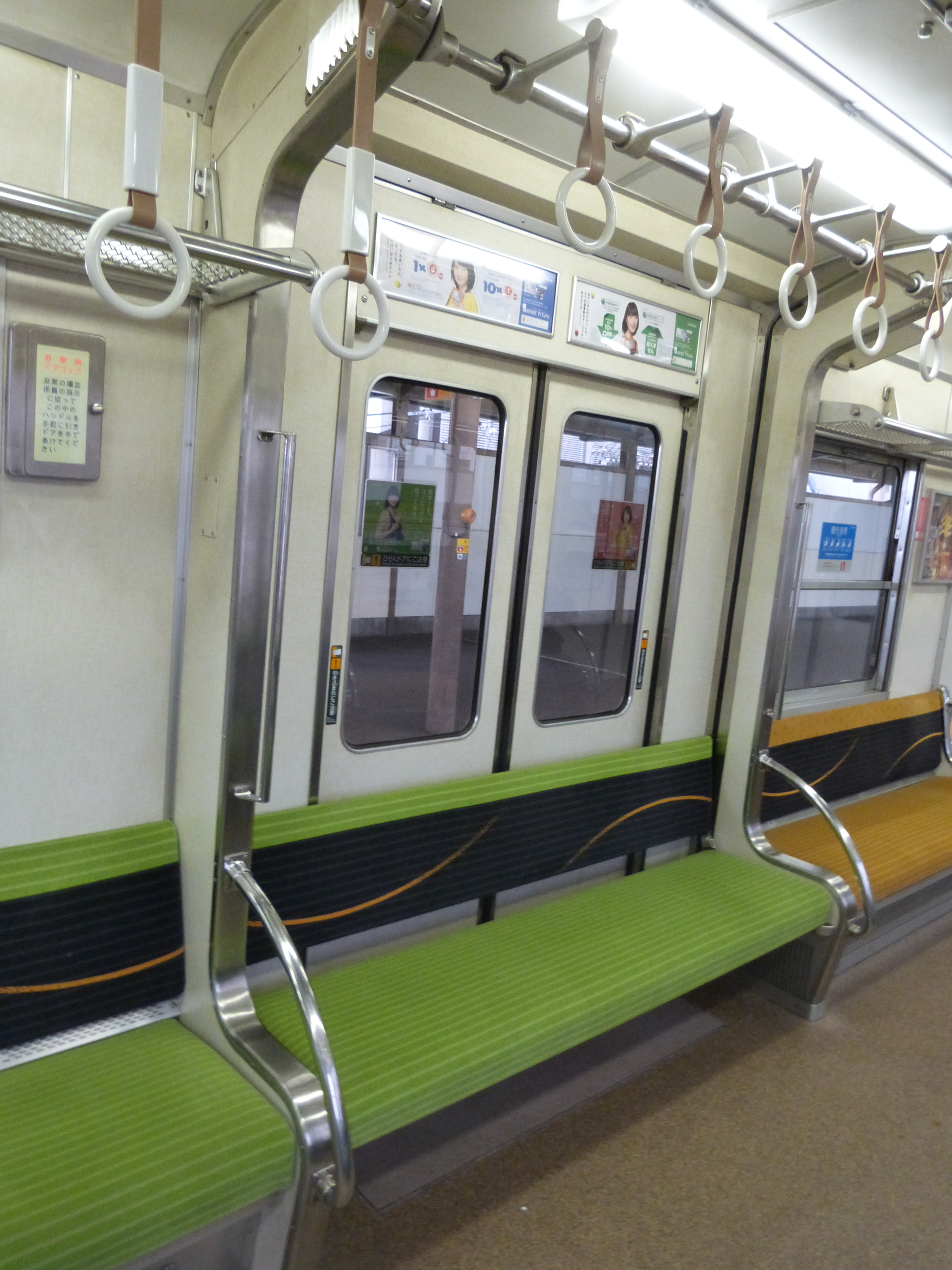
京阪5000系電車の収容式座席（展開時に撮影）。
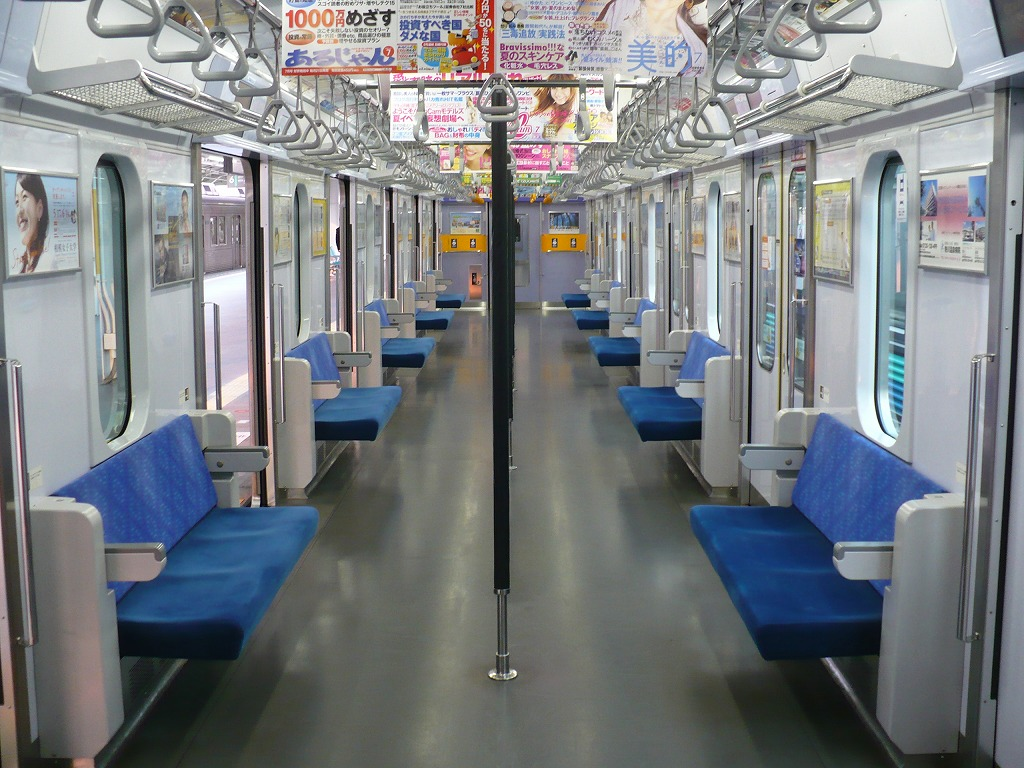
東急5000系電車6扉車の車内。朝ラッシュ時には座席が収納できる。
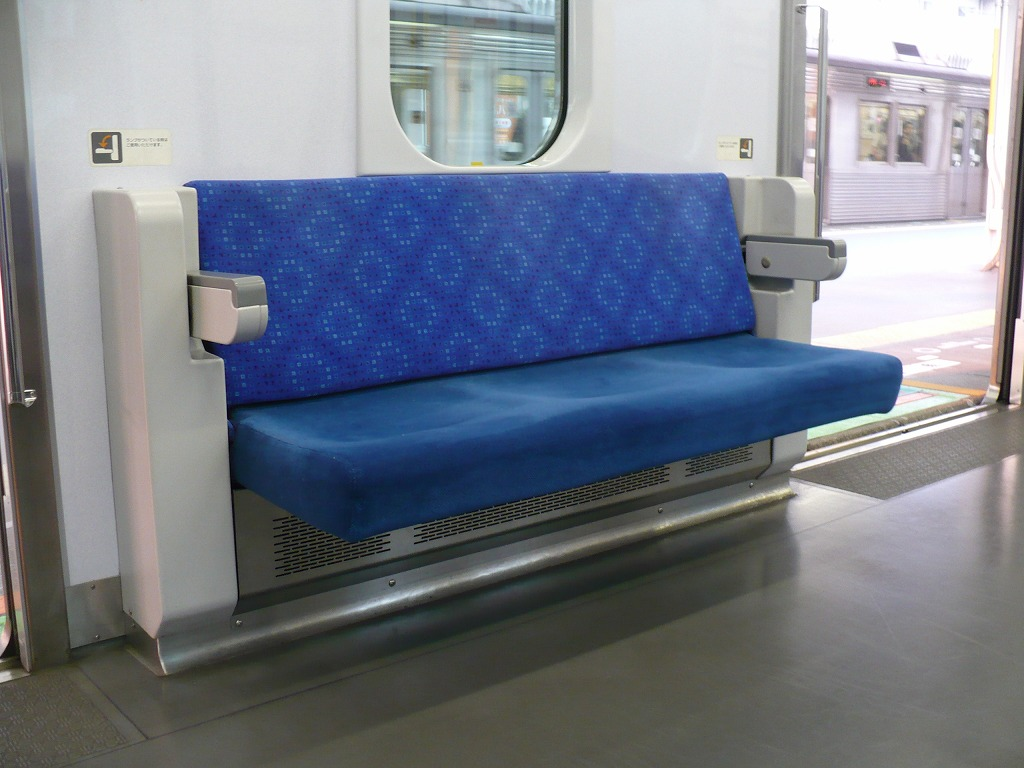
収納可能な構造の座席
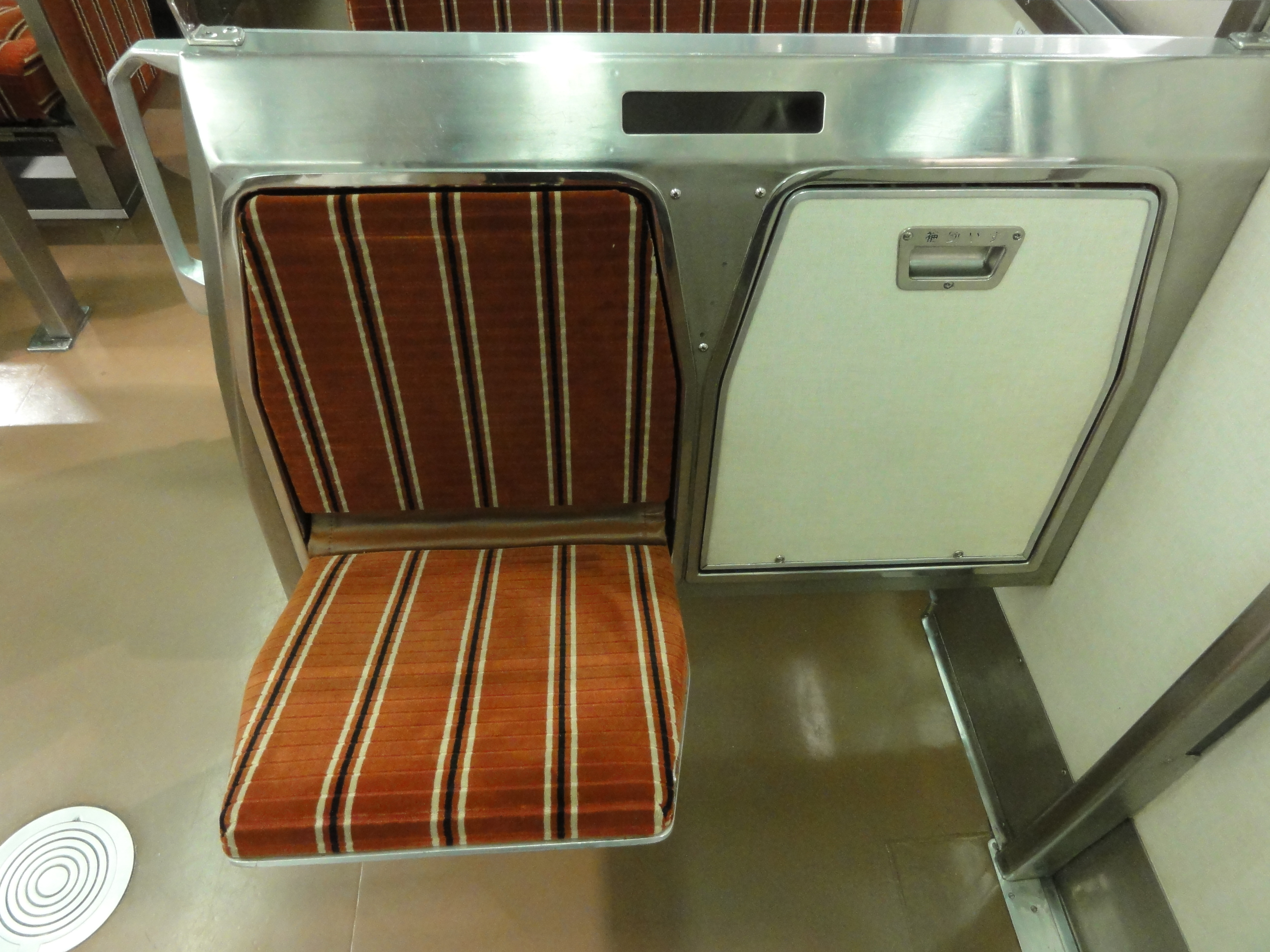
京阪3000系電車 (初代)の補助シート
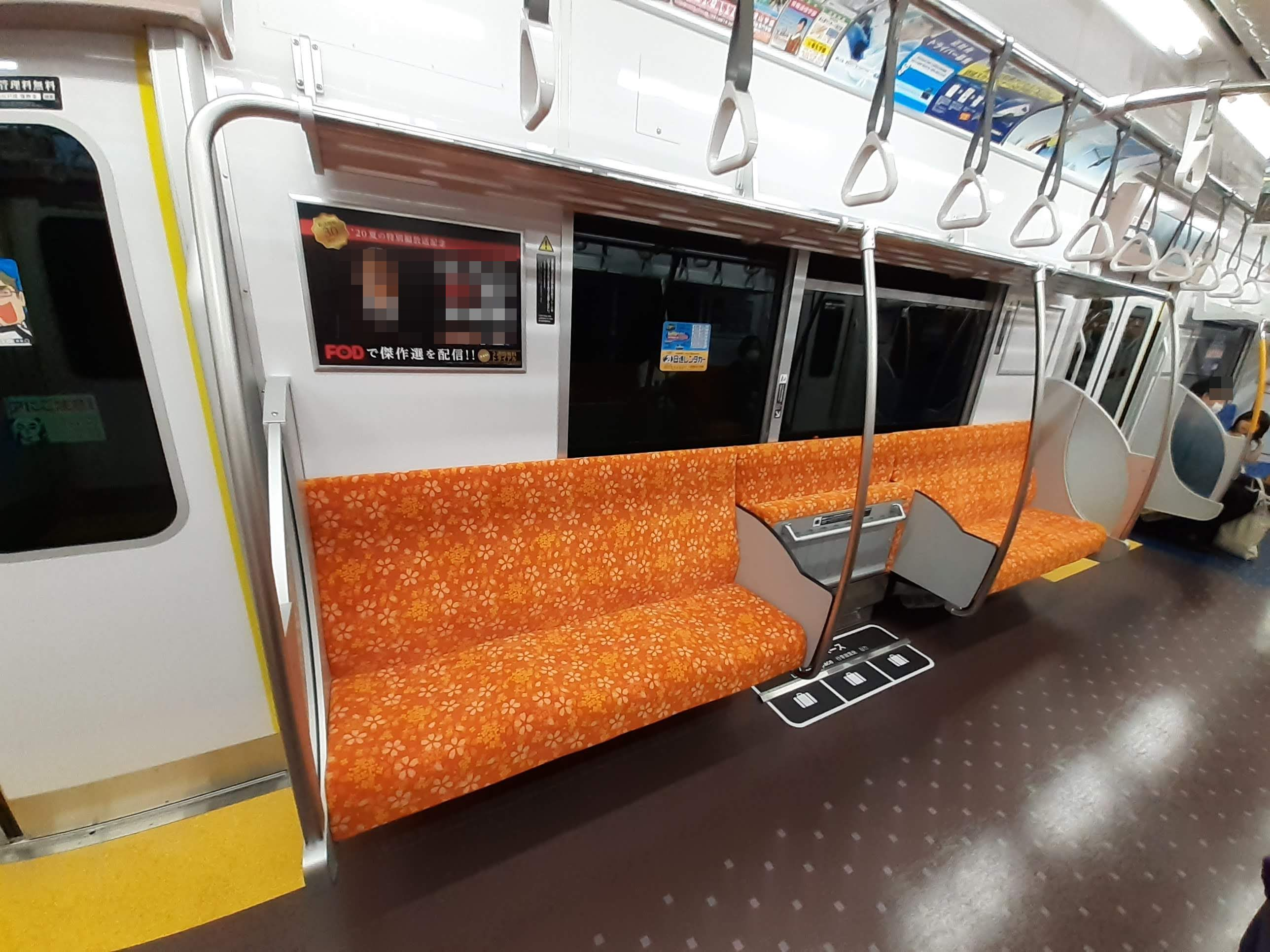
京成新3100形の一部収納座席
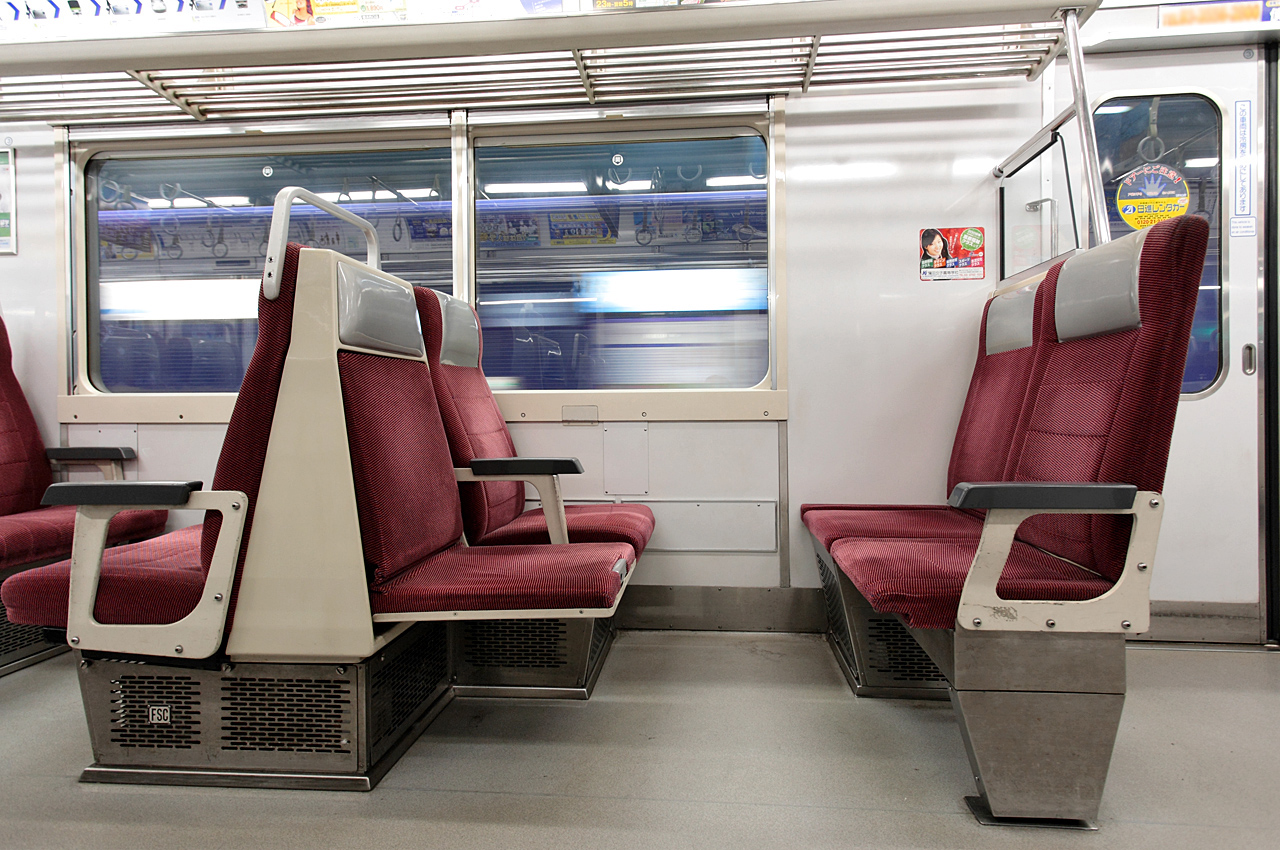
京急600形電車のツイングルシート

クロスシート車では、JR西日本223系電車（阪和線用0番台、2500番台をのぞく。クハ222形のうち1000番台はボックスシートのうち車椅子スペースに該当する部分にも採用）及び225系（阪和線用5000・5100番台をのぞく）、京阪8000系電車（8000系30番台となった8531Fを含む）、阪急6300系及び9300系（ロングシートのうち車椅子スペースに該当する部分にも採用）、名鉄5700系及び1200系、京急2100形電車のようにドア付近に設置されているものや、2階建て新幹線「Max」や近鉄特急の一部のようにデッキに設けた例や国鉄24系客車のように通路に設けられた例がある。JR西日本、京阪電気鉄道、阪急電鉄では「補助いす」と称している。類似したものとして東武鉄道の特急用車両だった5700系には観光バスで採用された型式の補助席が設けられていた。この他、南海2300系電車は車椅子スペースにロング状態の折畳式シートがある。
阪急京都本線や京阪の特急では、1970年代前半まで折りたたみ式のパイプ椅子が扉付近に取り付けられており、乗客が自由に取り外して座ることができた。
特徴的なものとしては、京急600形電車で「ツイングルシート」が採用されていた。同形式は日本の地下鉄対応車両としては珍しい全席固定式クロスシート車として登場したが、立席収容力確保のため2人掛け座席の一部を収納して1人掛けとし、座席数が増減できるようにしたものである。しかし、登場から数年で座席の収納は中止となり、ロングシート化の際にツイングルシートも撤去されている。詳細は同車項目を参照。

### 車椅子スペース部の簡易腰掛
西武40000系電車、京都市交通局20系電車の片側の先頭車の車椅子スペースは扉間全体にあり、その中央の衝立に軽く腰掛けることができる簡易腰掛が設置されている。

### 2方向に座れる座席
近鉄8A系電車、福岡市交通局4000系電車、東武80000系電車では、フリースペースの部分に縦向きにも横向きにも座れる座席が設置されている。

## 欧米の鉄道車両

### 座席の固定
欧米では座席は固定式のものが多く、座席を回転できない車両が多い。
ヨーロッパでは固定式2人掛けクロスシートも多く採用されている。進行方向に応じた座席の転換はできず、集団見合式（車両前部の座席と車両後部の座席を向かい合わせにしている固定式）と集団離反式（車両前部の座席と車両後部の座席を反対向きにしている方式）があるが、TGV-SEは集団見合式を採用している。
アメリカ合衆国の鉄道では座席をすべて一方向の固定式とし、終端の駅でデルタ線やループ線などを使って方向転換している例もある。

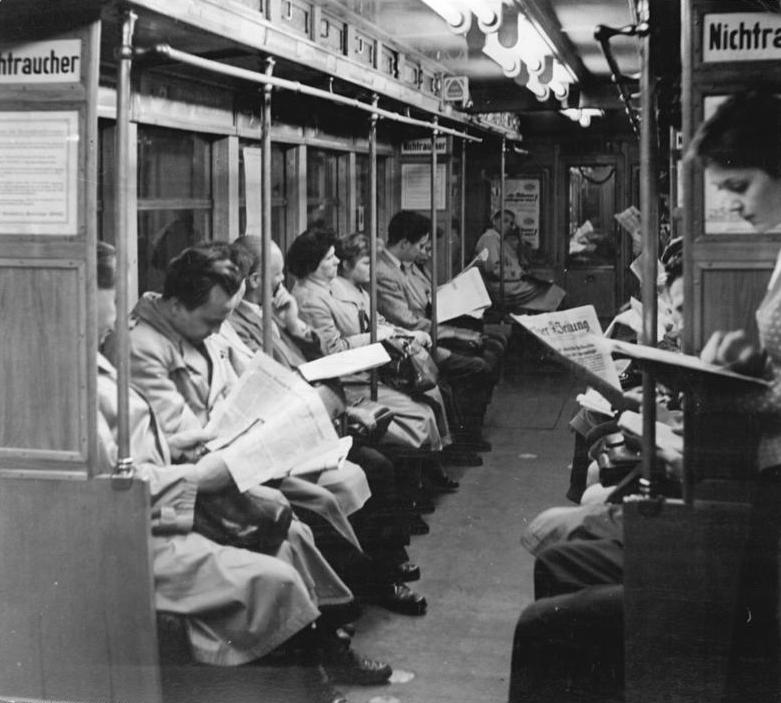
西ベルリン Uバーン A形電車（1901年製造開始、1958年撮影）
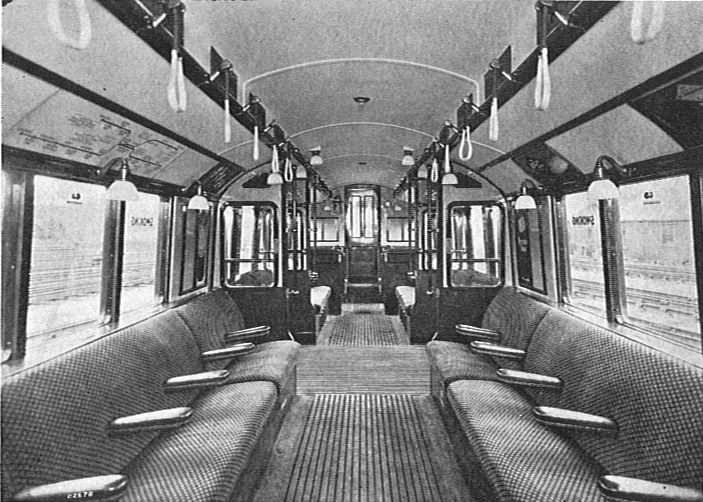
ロンドン地下鉄 スタンダード形電車 （1928年撮影）

### 折り畳み座席
ドイツやスイスの通勤近郊車両では、車いす対応の共用スペースに、折りたたみ座席を設置している例がある。折り畳みボックスシートや折り畳みロングシートがある。

## シートの製造企業
- 池田物産
- オカムラ
- コイト電工
- 墨田加工
- 住江工業
- タチエス
- 天龍工業
- 難波プレス工業
- レカロ（ドイツ）
- 佳豊機械設計工業（台湾）